# Musée des Beaux-Arts d'Angers
Pour les articles homonymes, voir Musée des beaux-arts.
Le musée des Beaux-Arts d'Angers est un musée d'art situé à Angers, dans un ancien hôtel particulier, le logis Barrault, place Saint-Éloi à proximité de la cité historique d'Angers. Il fait partie du complexe Toussaint qui comprend le jardin des beaux-arts, la galerie David d'Angers et la bibliothèque municipale. Il présente une collection d'œuvres d'art acquise au fil des siècles sur une surface totale de 7 000 m2.
Grâce aux récentes restaurations le site concilie l'histoire et la création, la muséographie la plus moderne et le confort de visite.
Le musée est administré par la mairie d'Angers, est classé contrôlé par le ministère de la Culture, et a été classé par le Journal des arts meilleur musée du Grand Ouest et dixième musée de France (hors Paris) en 2010.

## Historique
À l’issue de la Révolution française, le Directoire fonde les Écoles centrales et celle de Maine-et-Loire est transférée en 1797 dans l'hôtel particulier du Logis Barrault,.
En mai 1801, le muséum de l’École centrale de Maine-et-Loire ouvre ses portes, sur le modèle du musée du Louvre.
En 1803, les Écoles centrales sont supprimées, mais sur la volonté de la municipalité d’Angers le muséum de peinture est préservé, le cabinet d’histoire naturelle et la bibliothèque municipale y ouvrent en 1805. Le musée est alors considéré comme « l’un des plus riches dépôts qui se soit conservé dans tous les départements voisins, et après celui de Paris, ce serait l’un des plus beaux de la France ». Le musée devient donc musée municipal en 1805.
Les deux siècles qui suivent marquent un tournant pour le musée qui connaît un manque crucial d’espace et une importante vétusté, ce qui n'empêche pas le musée de s’enrichir régulièrement de legs et de dons prestigieux, dont ceux de Pierre-Jean David dit David d'Angers.
En 1839, on inaugure la galerie David d'Angers dans l’ancien réfectoire du musée, qui y restera jusqu’en 1984.
En 1859, Lancelot Théodore Turpin de Crissé enrichit les collections du musée par un important legs : antiquités égyptiennes, grecques et romaines, bronzes antiques, vases grecs, verreries, émaux et faïences, plusieurs dessins, nombreux tableaux dont ceux de Jean Auguste Dominique Ingres (Paolo et Francesca), et quelques Primitifs dont un triptyque de l'école d'Avignon. Il avait constitué une collection reflétant les goûts éclectiques de la Restauration, estimée pour une valeur totale de près d’un million de francs de l'époque.
En 1861, le peintre Guillaume Bodinier offre à la ville l’hôtel Pincé (le musée Pincé) pour abriter les objets de la collection Turpin de Crissé en l'honneur du donateur Lancelot Théodore Turpin de Crissé (1782-1859).
La galerie Beaurepaire est inaugurée en 1887. Construite perpendiculairement à la galerie David d’Angers et conçue par l’architecte de la ville Charles Demoget, les œuvres présentées sont entre autres La Danse de Charles-Adolphe Gumery, La Mort de Priam de Pierre-Narcisse Guérin.
En 1915, le Comte Etienne de Saint-Genys lègue sa collection à la ville d’Angers poursuivant ainsi l'œuvre d'enrichissement des collections initiée par son grand-oncle, Lancelot Théodore Turpin de Crissé.
Au début du XXe siècle, des projets d’agrandissement voient le jour. Une nouvelle entrée pour le public fait son apparition, pour rendre le musée plus visible. Mais le projet avorte.
En 1944, le musée est sinistré par la guerre et entre, deux ans plus tard, dans la liste des musées de province classés. À partir de 1949, le musée est sommairement réorganisé, et rouvre ses portes en 1950. Les conservateurs doivent alors s’adapter aux contraintes des lieux sans pouvoir vraiment valoriser les collections.
En 1977, la ville entrevoit le projet de réaménagement du Musée des Beaux-Arts. En 1980, il est décidé dans un premier temps de déménager la bibliothèque municipale, et d’autre part, de transférer la galerie David d’Angers de l’espace du grand séminaire à l’église de l'abbaye Toussaint d'Angers.
En 1984, François Mitterrand inaugure la nouvelle galerie David d'Angers.
En 1998, la ville approuve le projet scientifique et culturel présenté par Patrick Le Nouëne, alors directeur et conservateur en chef des musées d’Angers.

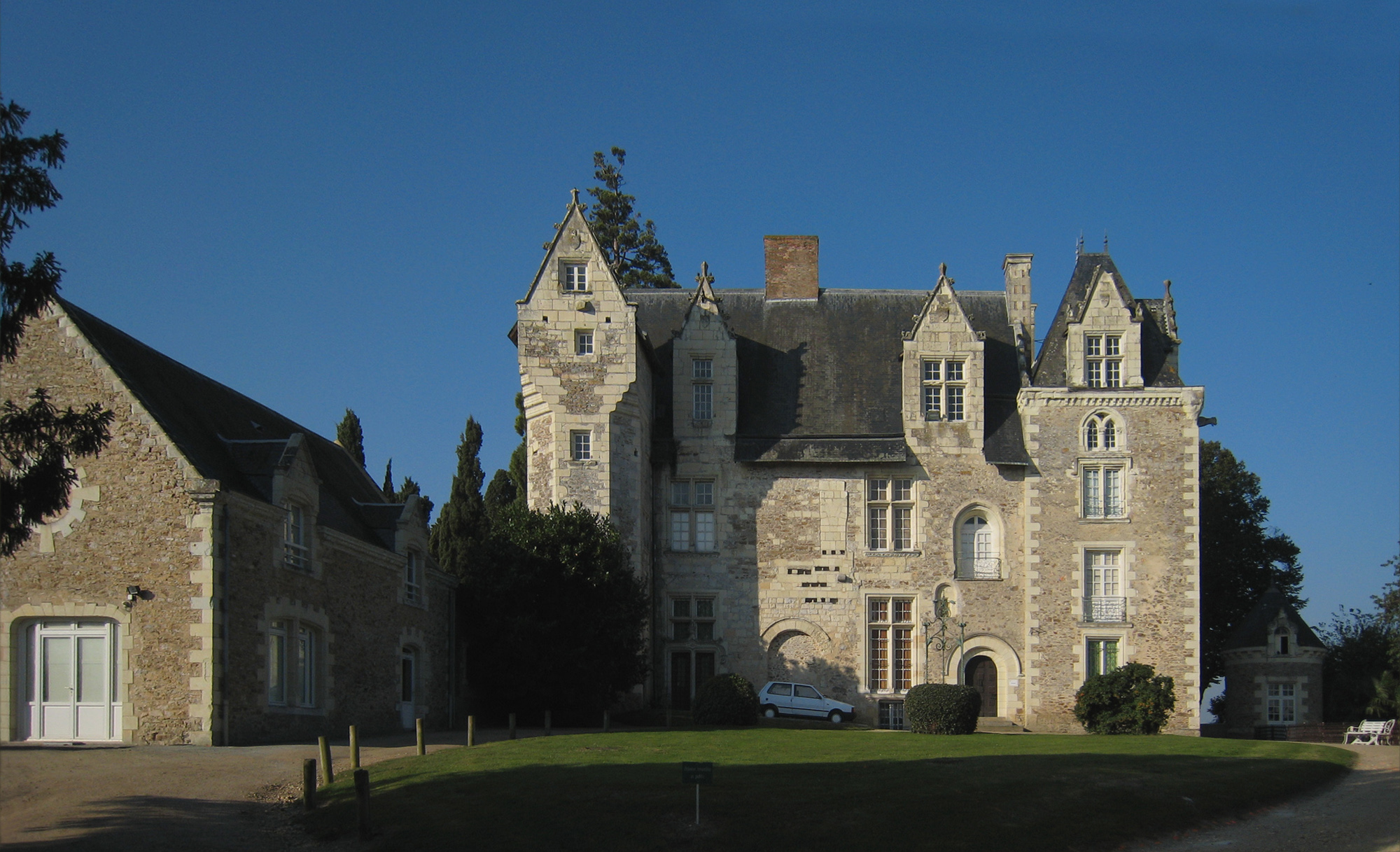
Le château de Villevêque, administré par les musées d'Angers.

Entre 1999 et 2004, d'importants travaux de rénovation, de transformation et d’agrandissement sont orchestrés par deux architectes de renom, Gabor Mester de Parajd, architecte en chef des Monuments historiques, et Antoine Stinco architecte muséographe.
Gabor Mester de Parajd a déjà mené ou réalisé plusieurs grands chantiers en Maine-et-Loire, dont la cathédrale Saint-Maurice d'Angers et l’abbaye de Fontevraud. Il prend en charge la restauration du patrimoine classé du logis Barrault et des parties anciennes, dans le plus pur respect des références historiques et architecturales. « Le musée des Beaux-Arts est un enchevêtrement de styles et de constructions. Notre ambition était de valoriser l’identité de chaque époque et de mettre en harmonie l’ensemble des bâtiments. Sur les façades, nous avons voulu préserver l’authentique plutôt que d’engager une restauration neuve. Intra-muros, les différents aménagements menés à travers les siècles nous ont conduits à mener des études historiques et à réaliser de nombreux sondages. Il a fallu tenir compte des découvertes réalisées à l’occasion du chantier. Ainsi, par exemple, nous avons remis en place la loggia voûtée, l’une des particularités du logis Barrault. »
Antoine Stinco a participé à la réalisation du musée d’Art moderne et contemporain de Toulouse et la galerie nationale du Jeu de Paume à Paris. Pour le Musée des Beaux-Arts d’Angers, il se consacre à la rénovation des parties plus récentes, à la création d’espaces entièrement nouveaux. « Mon premier objectif était de mettre en scène un lieu vivant qui facilite la découverte et favorise la curiosité de différents publics. Je ne cherche pas à copier le passé en utilisant le même style architectural. Ma mission a été de créer de nouveaux espaces en rapport avec leur fonction. »
En 2003, la ville d'Angers reçoit, par legs de son dernier propriétaire et donateur, Daniel Duclaux, le château de Villevêque et son importante collection d'objets d'art qu'il contient. Parmi cette collection riche de plus de 900 œuvres, une centaine de meubles anciens, une soixantaine de livres anciens, manuscrits et incunables, des céramiques italiennes et hispano-mauresques, émaux du Limousin, 70 objets d'art, sculptures en pierre ou en bois polychrome du Moyen Âge et tapisseries des Flandres de la période Renaissance. La même année, le musée-château de Villevêque est ouvert au public, et rattaché aux Musées d'Angers.
Les cinq musées d'Angers enregistrent 166 542 visiteurs en 2011, contre 164 764 l'année précédente.
En mai, l'anniversaire des musées d'Angers et la Nuit des musées réunissent près de 7 000 visiteurs.
En 2014, le Journal des arts classe Angers en première place de son palmarès annuel consacré aux 139 musées des villes de 20 000 à 200 000 habitants en France.

## Vie des collections
Un tableau volé au musée est retrouvé en 2007, fragment du Triomphe du peuple français au 10 août (1799) du peintre Philippe-Auguste Hennequin.
Le musée lance en 2013 une souscription pour l'acquisition d'un tableau de Jean-Baptiste Le Prince.
En outre, le musée accueille sept tableaux spoliés pendant la Seconde Guerre mondiale, identifiés comme des biens dits MNR (Musées nationaux Récupération). Ainsi, l'on retrouve un tableau attribué à Sandro Botticelli (La Vierge, saint Jean-Baptiste et un ange adorant l'Enfant Jésus) ou bien encore un sujet similaire peint par Domenico di Zanobi. Le Siège de Carthage par Scipion Emilien, œuvre d'un artiste florentin du XVe siècle, a été restitué le 18 avril 2023 par la Ministre de la Culture Rima Abdul Malak aux ayants droit d'Agathe et Ernst Saulmann.

## Salles d'expositions
Le musée est implanté sur une surface totale de 7 000 m2 répartis en 2 500 m2 pour les collections permanentes, 500 m2 pour les expositions temporaires, 1 000 m2 pour les espaces d’accueil du public (halls d’accueil, passage des musées, auditorium, salle vidéo, café, boutique…), et 3 000 m2 pour les bâtiments techniques.

## Collections

### Collections permanentes
Issues de nombreux dons, legs, acquisitions ou dépôts, les œuvres sont situées dans les salles historiques du musée.
900 d’entre elles sont exposées sur les 1 700 que compte le musée des Beaux-Arts. Environ 150 ont subi une restauration fondamentale pendant les travaux. Elles sont réparties selon deux parcours permanents distincts :

#### Le parcours «Beaux-Arts»
Il présente une riche collection de peintures ponctuée d’objets d’art et de sculptures, retraçant chronologiquement les différents courants artistiques du XIVe au XXe siècle.
Deux salles au premier étage, restaurées par les Monuments historiques, sont consacrées aux Primitifs du XIVe siècle (français, italiens et flamands) et aux objets d’art de la fin du Moyen Âge et de la Renaissance, mais aussi aux écoles du Nord des XVIe et XVIIe siècles, aux écoles françaises et italiennes des XVIe et XVIIe siècles. On trouve dans ces salles des œuvres de Segna di Bonaventura, Benvenuto Tisi, Jehan Bellegambe, Jan Brueghel l'Ancien, Hendrick van Balen, Frans Francken II, Jacob Jordaens (Autoportrait), Nicolaes Berchem, Jan Asselyn, Jan van Kessel, Willem van Mieris, Jacob van Ruisdael, Theodoor van Thulden, Jacob van Es, David Teniers le Jeune, Philippe de Champaigne, Charles Le Brun, Charles de La Fosse, Jacques Stella, Pierre Mignard, Antoine Coypel, Sisto Badalocchio, Pier Francesco Mola, Giovan Battista Vanni, Lorenzo Lippi (Allégorie de la Simulation), Luca Giordano, Francesco Solimena, Francesco Guardi ou encore de Giambattista Tiepolo avec sa célèbre Apothéose de la maison Pisani, esquisse pour le plafond de la Villa Pisani à Stra en Vénétie.

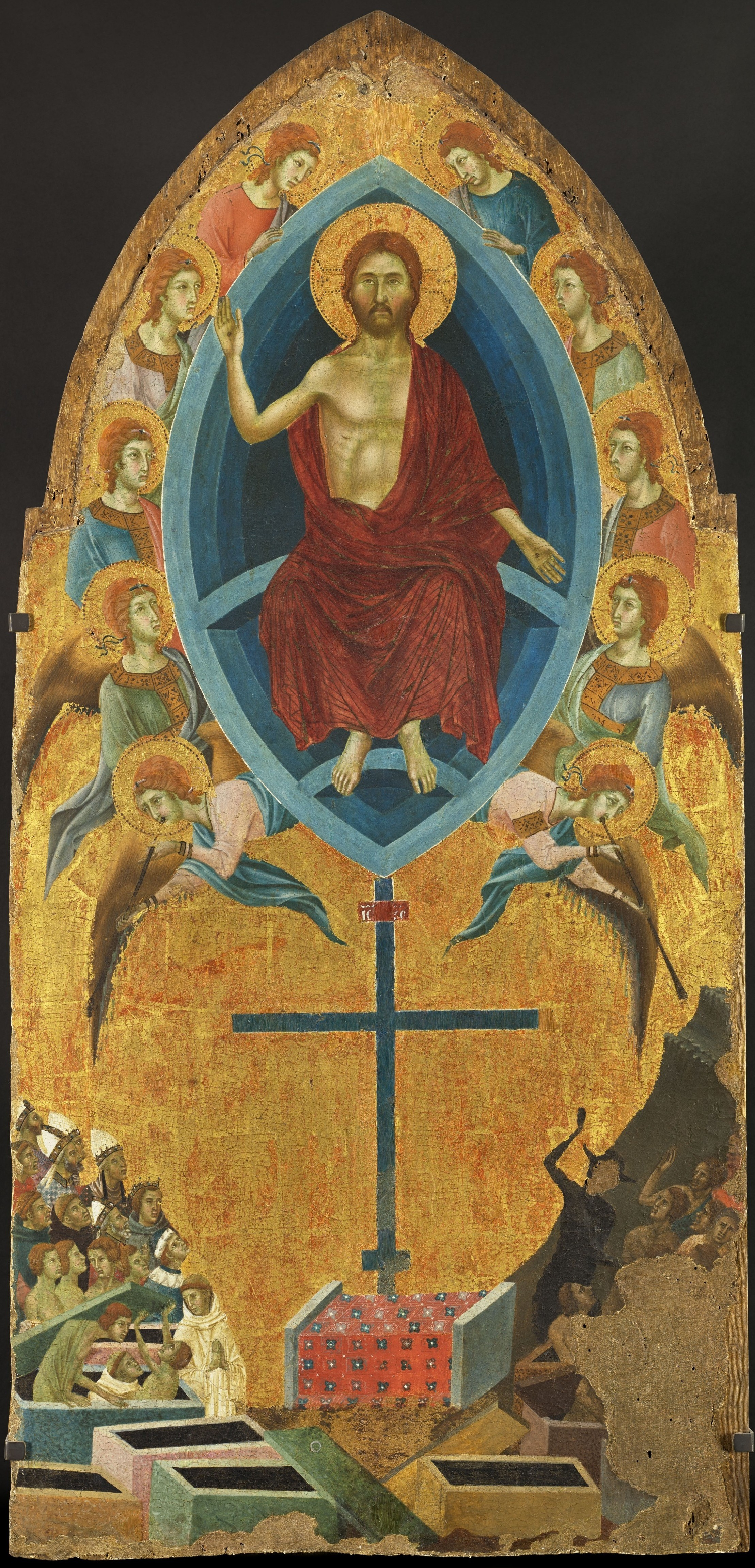
Segna di Bonaventura, Christ du Jugement dernier, ca. 1305
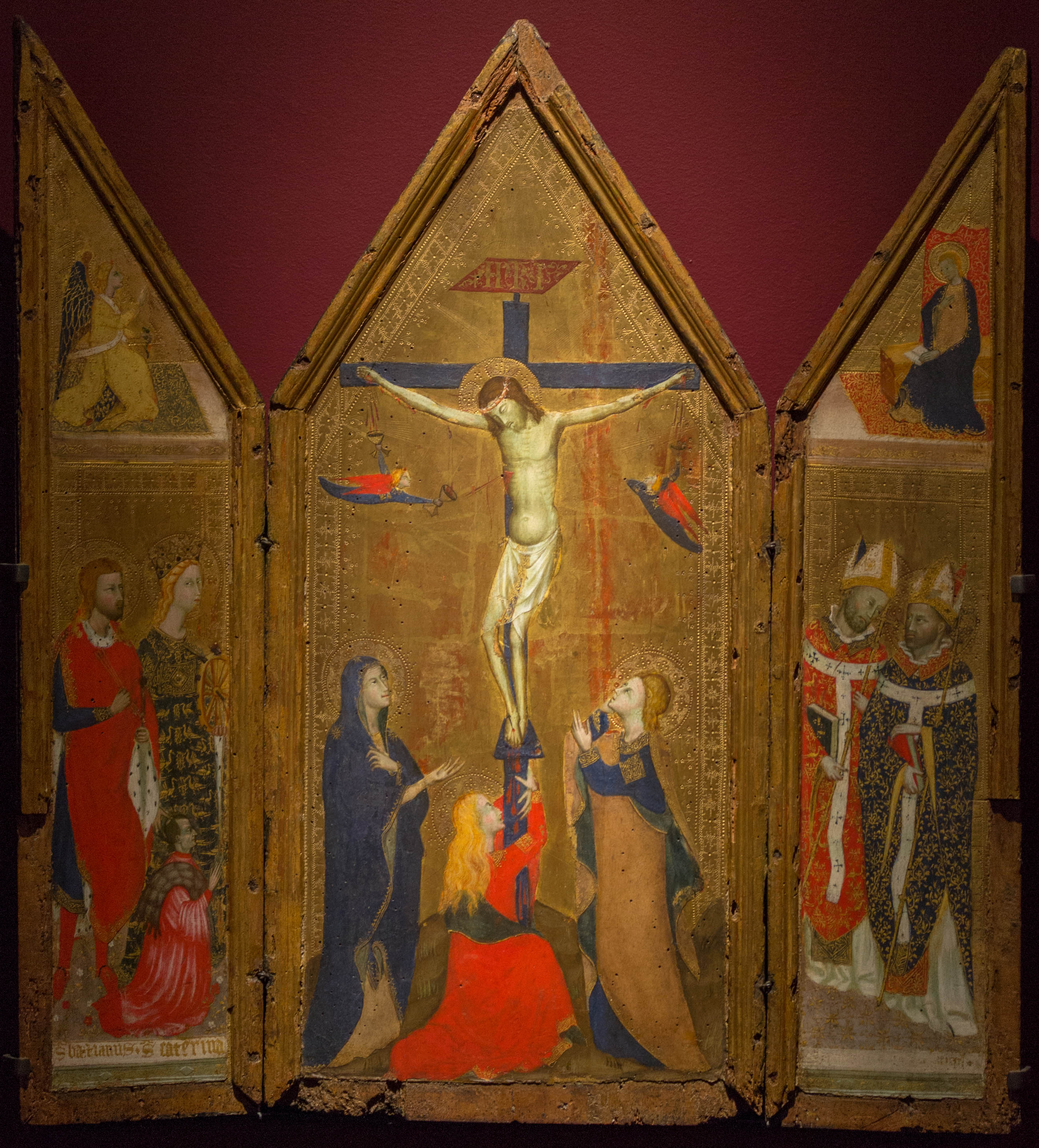
Anonyme, Crucifixion, 1380.
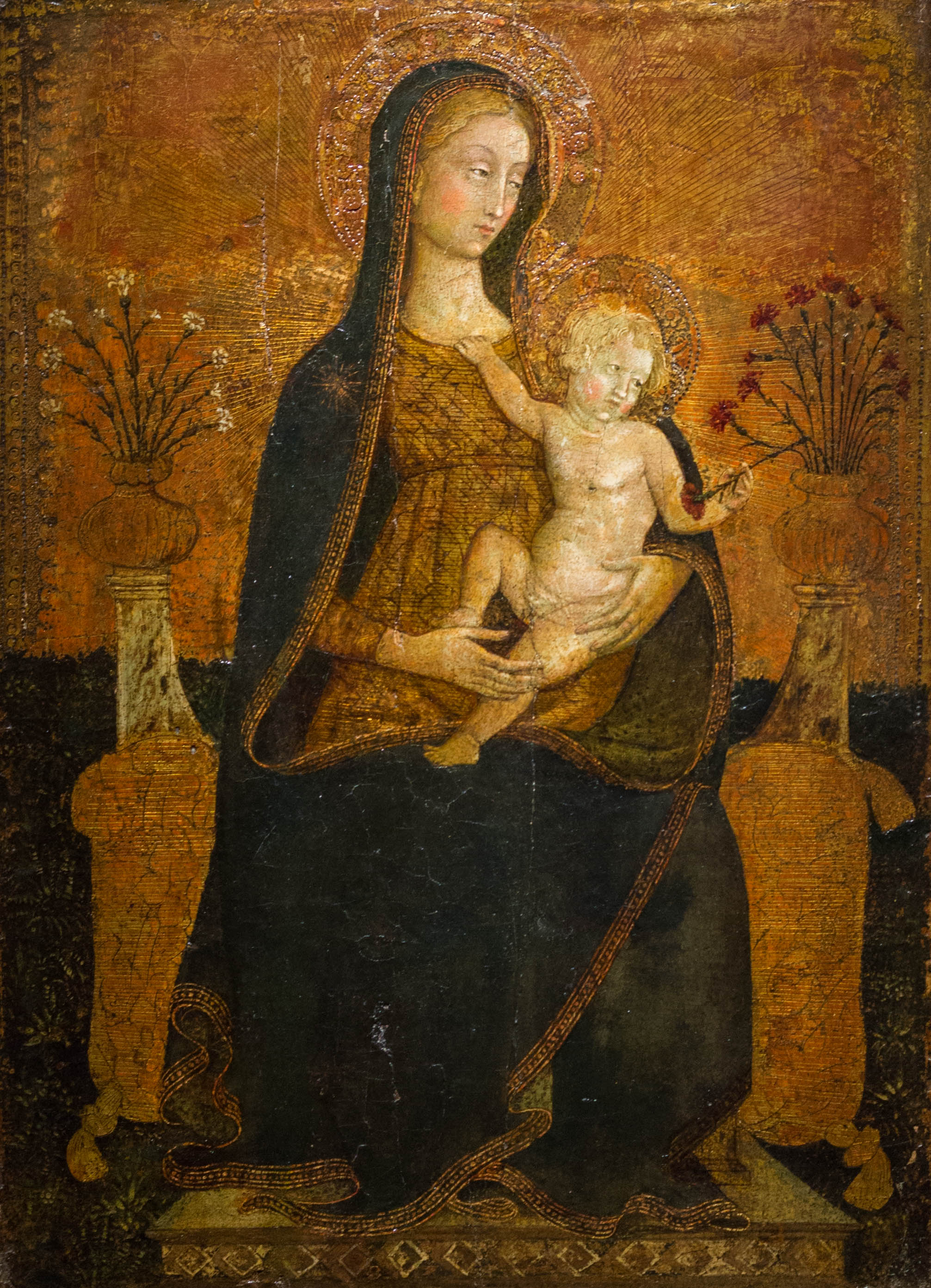
Anonyme, La Vierge à l'Enfant Jésus, ca. 1450
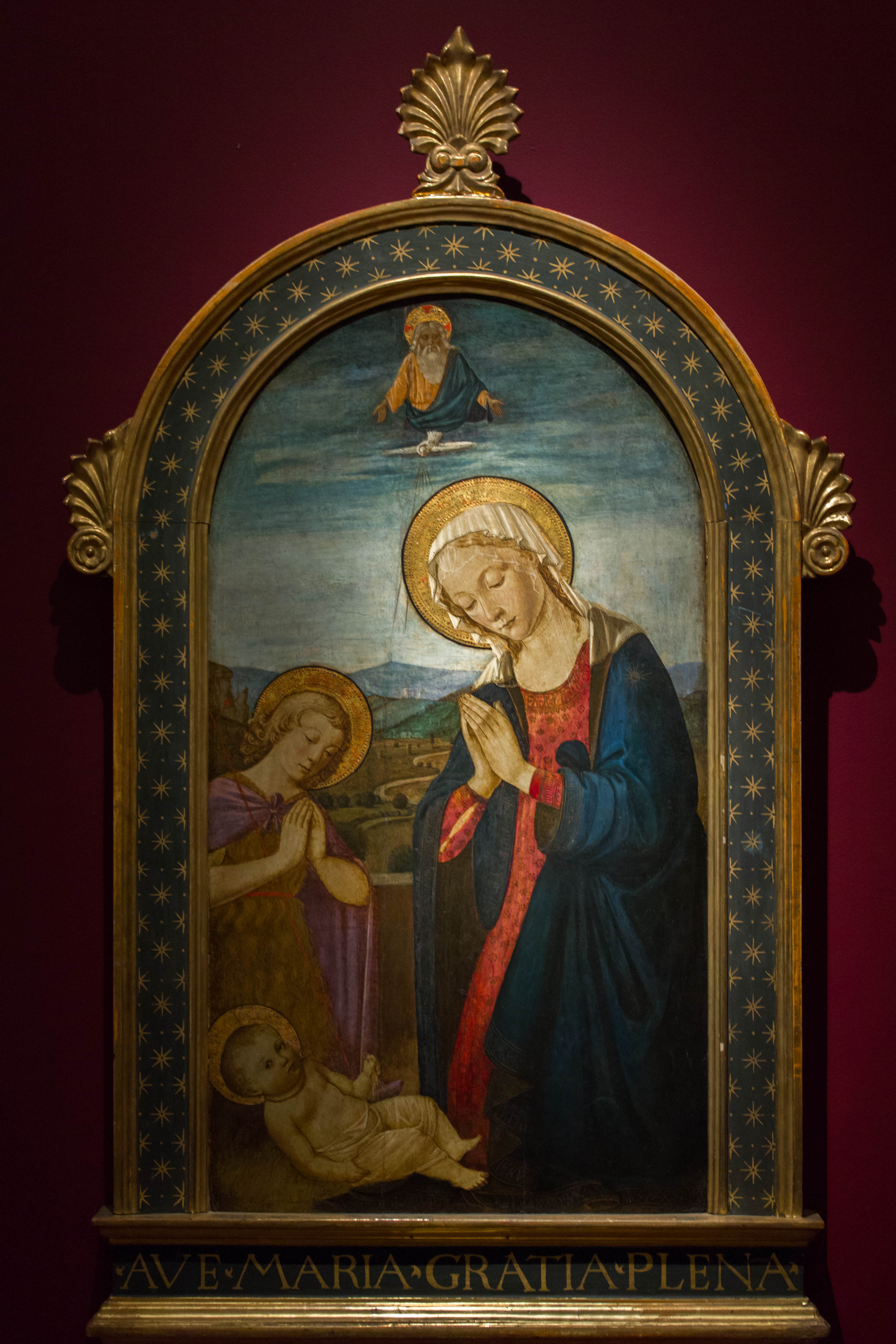
Anonyme, La Vierge et saint Jean-Baptiste adorant l'Enfant Jésus, ca. 1480
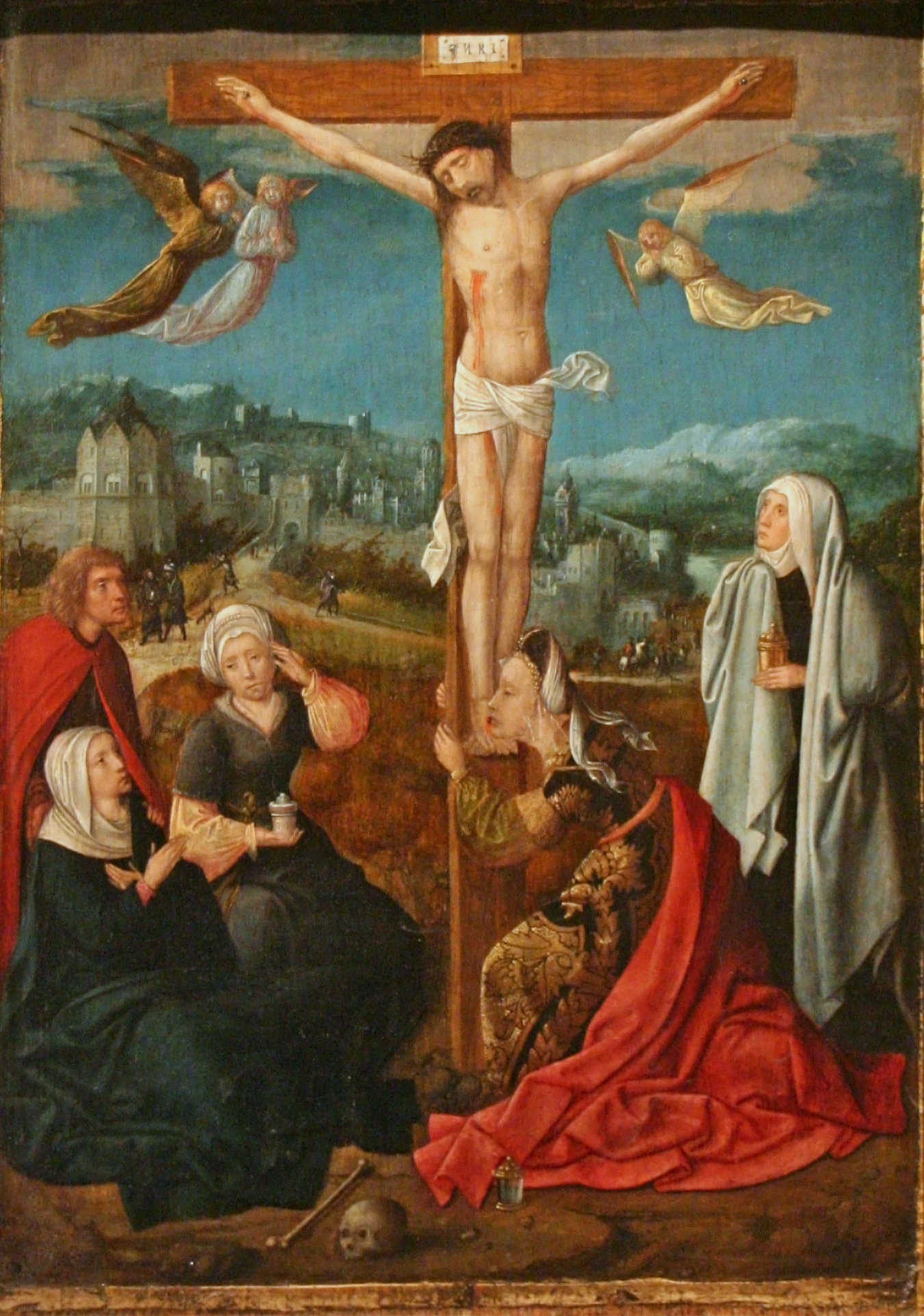
Maître de Hoogstraeten, La Crucifixion, ca. 1505
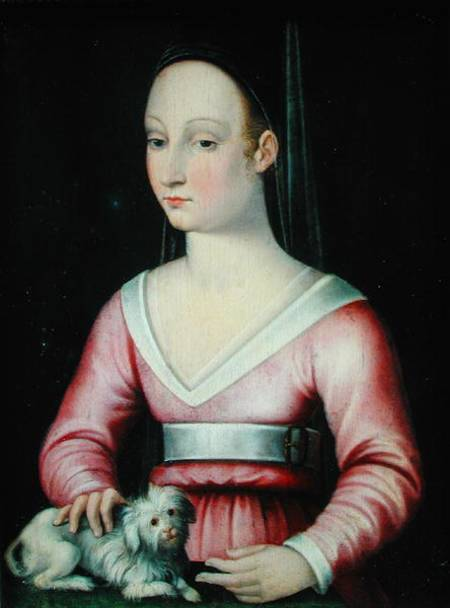
Inconnu, Portrait d’Agnès Sorel, XVIe siècle
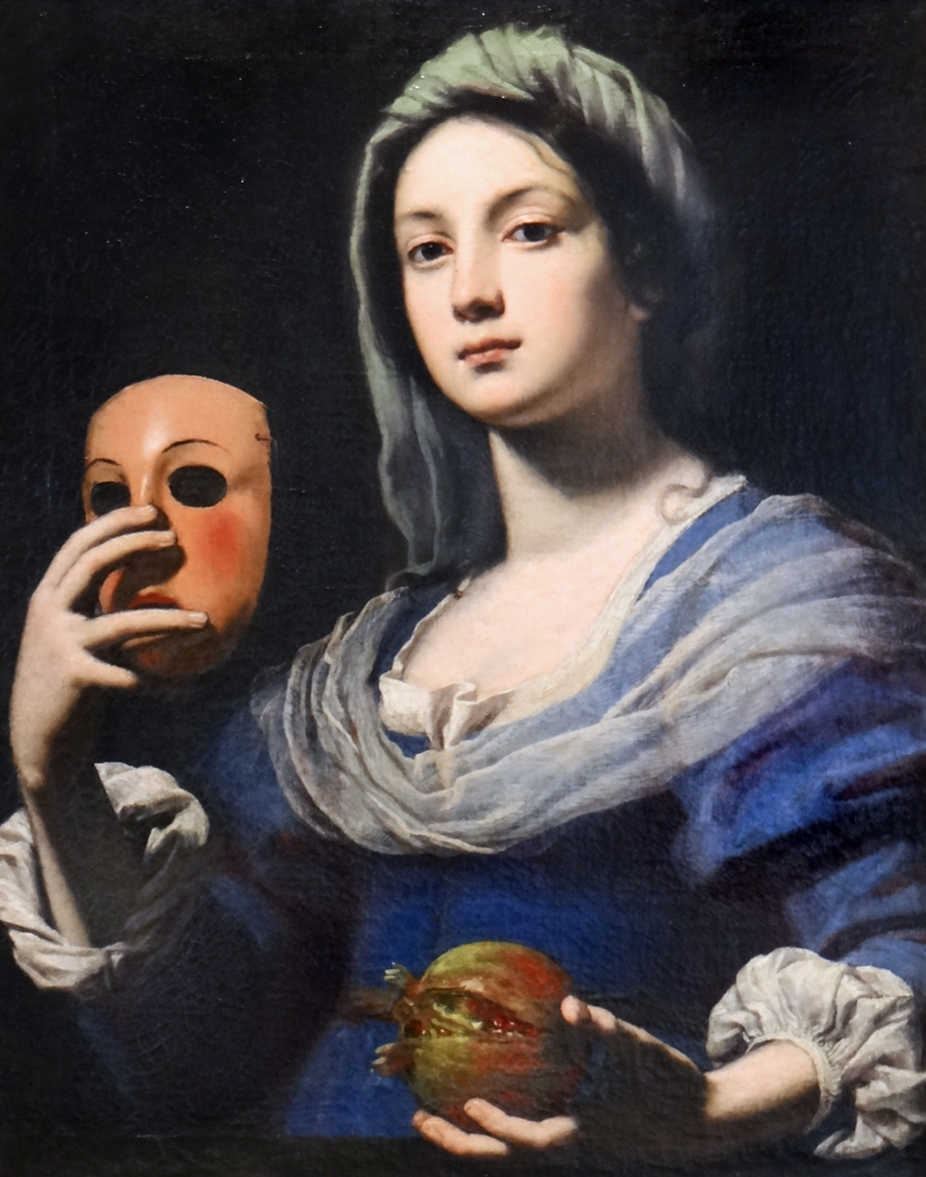
Lorenzo Lippi, Allégorie de la Simulation, ca. 1640
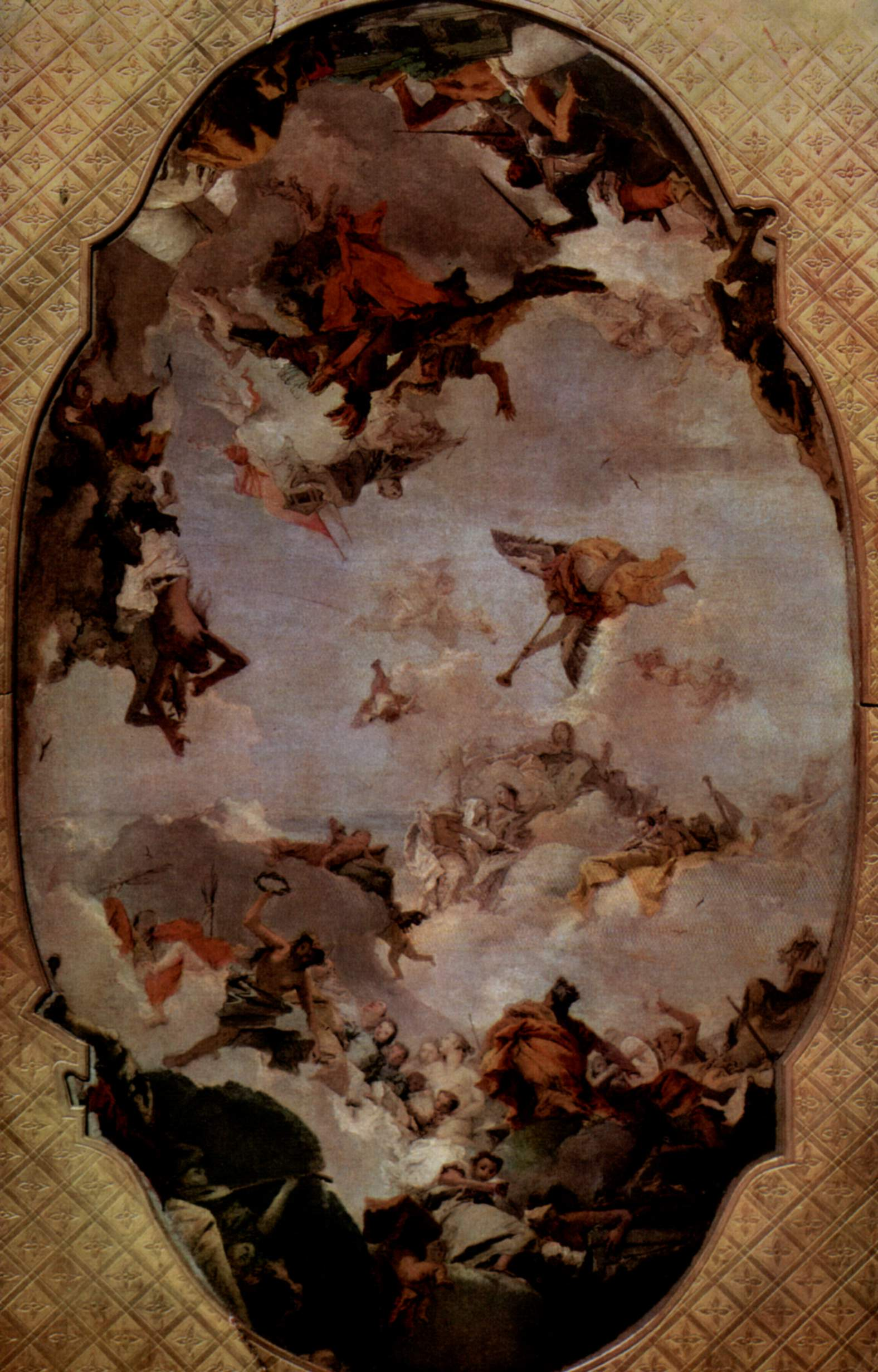
Giambattista Tiepolo, Apothéose de la maison Pisani, 1760.

Au deuxième étage, le visiteur découvre les œuvres du XVIIIe siècle sous les règnes de Louis XV et Louis XVI, puis les grands tableaux de la première moitié du XIXe siècle. Pour le XVIIIe siècle français, point fort des collections du musée, on trouve des tableaux d'Antoine Watteau, Alexandre-François Desportes, Charles André van Loo, Jean-Honoré Fragonard (deux esquisses, La Poursuite et La Surprise, les toiles Céphale et Procris, Jupiter, sous les traits de Diane, séduit Callisto, Corésus et Callirrhoé et une autre esquisse,La Nymphe lo et Jupiter), François Boucher, Jean-François de Troy, Noël Hallé, Nicolas Lancret, Jean-Baptiste Pater, Jean Siméon Chardin avec ses natures mortes magistrales telles que Pêches et Prunes ou Fruits, Bouteille, Pichet et Massepain, Jean-Baptiste Greuze, Hubert Robert, François-André Vincent, Jacques-Louis David, Louis Lafitte et Joseph-Marie Vien. Pour la sculpture on peut admirer le célèbre buste de Voltaire par Jean-Antoine Houdon. La première moitié du XIXe siècle est représentée avec des œuvres d'Ingres, Pierre-Narcisse Guérin, Jean-Baptiste Camille Corot, Ary Scheffer, Eugène Devéria, Pierre Puvis de Chavannes…

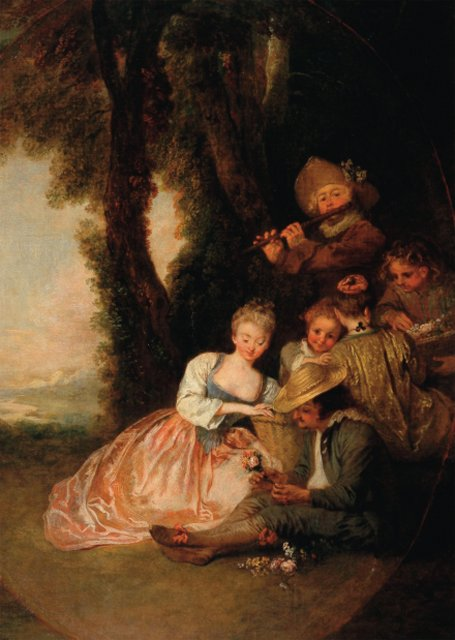
Antoine Watteau, La déclaration attendue, XVIIIe siècle
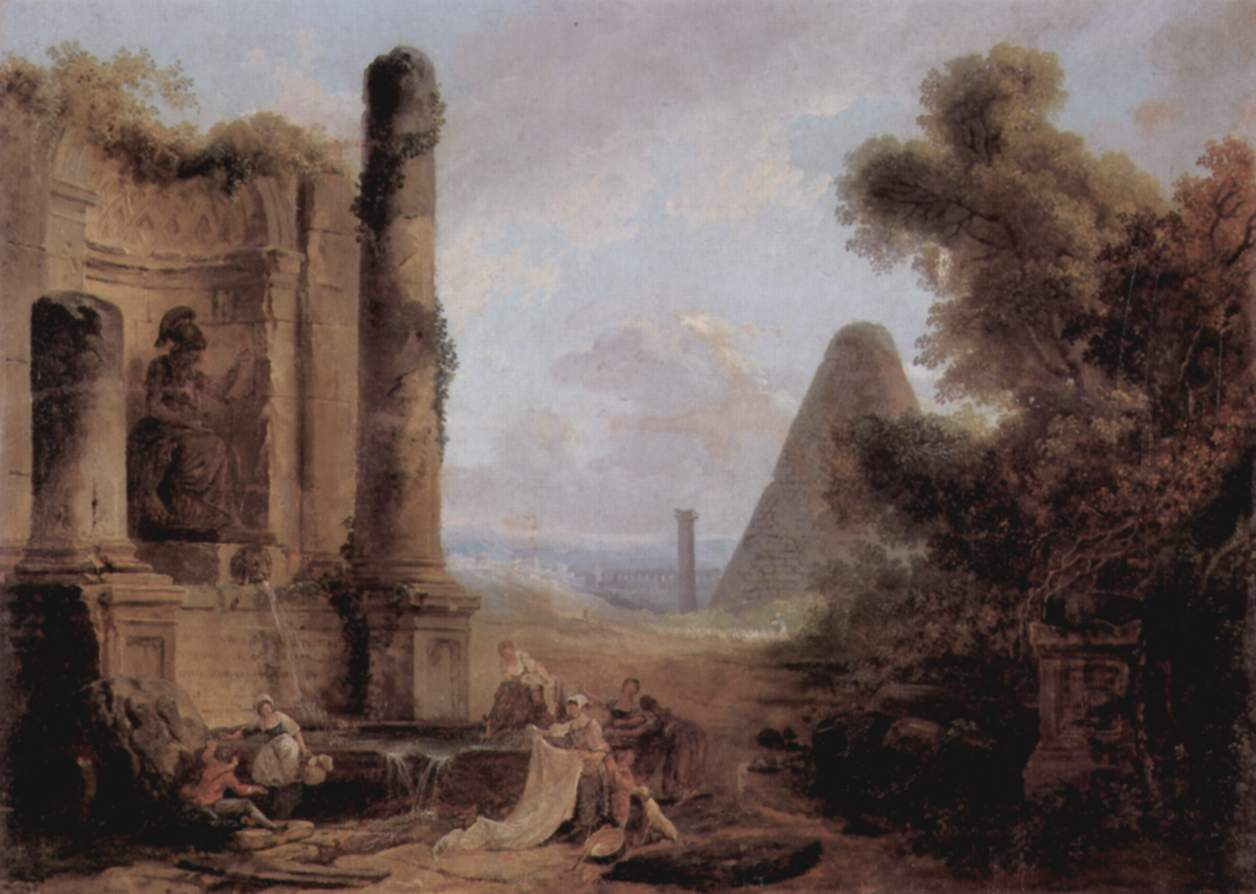
Hubert Robert, Paysage fantastique avec ruines, 1760-1770.
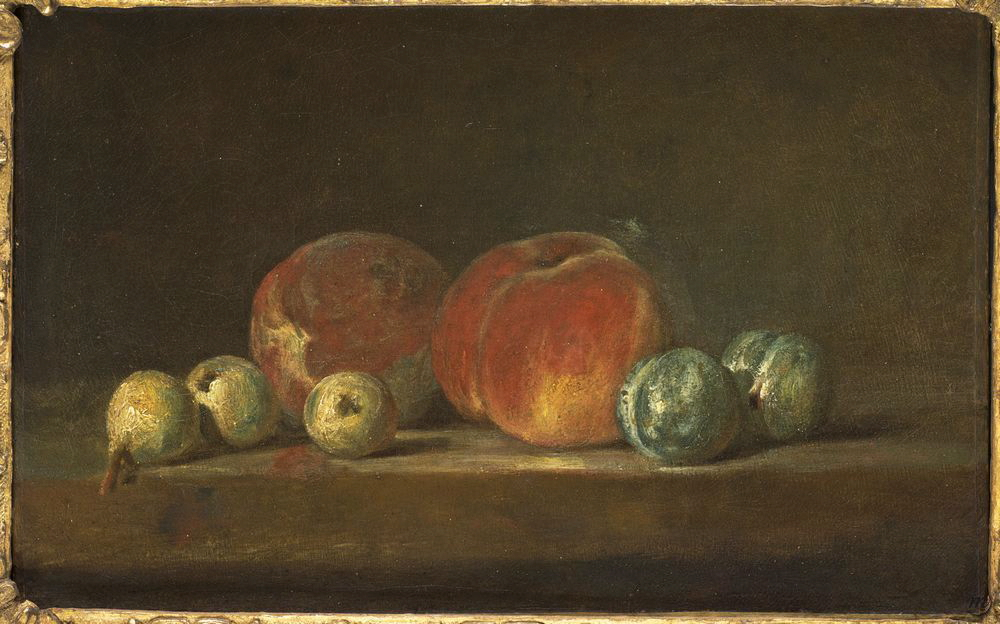
Jean Siméon Chardin, Pêches et Prunes, ca. 1764
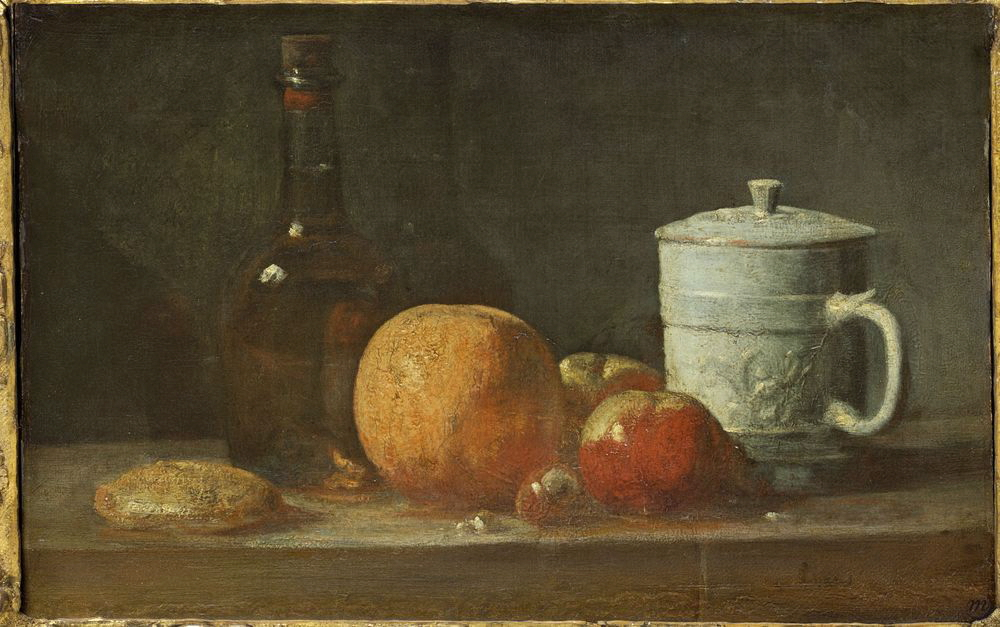
Jean Siméon Chardin, Fruits, Bouteille, Pichet et Massepain, deuxième moitié du XVIIIe siècle
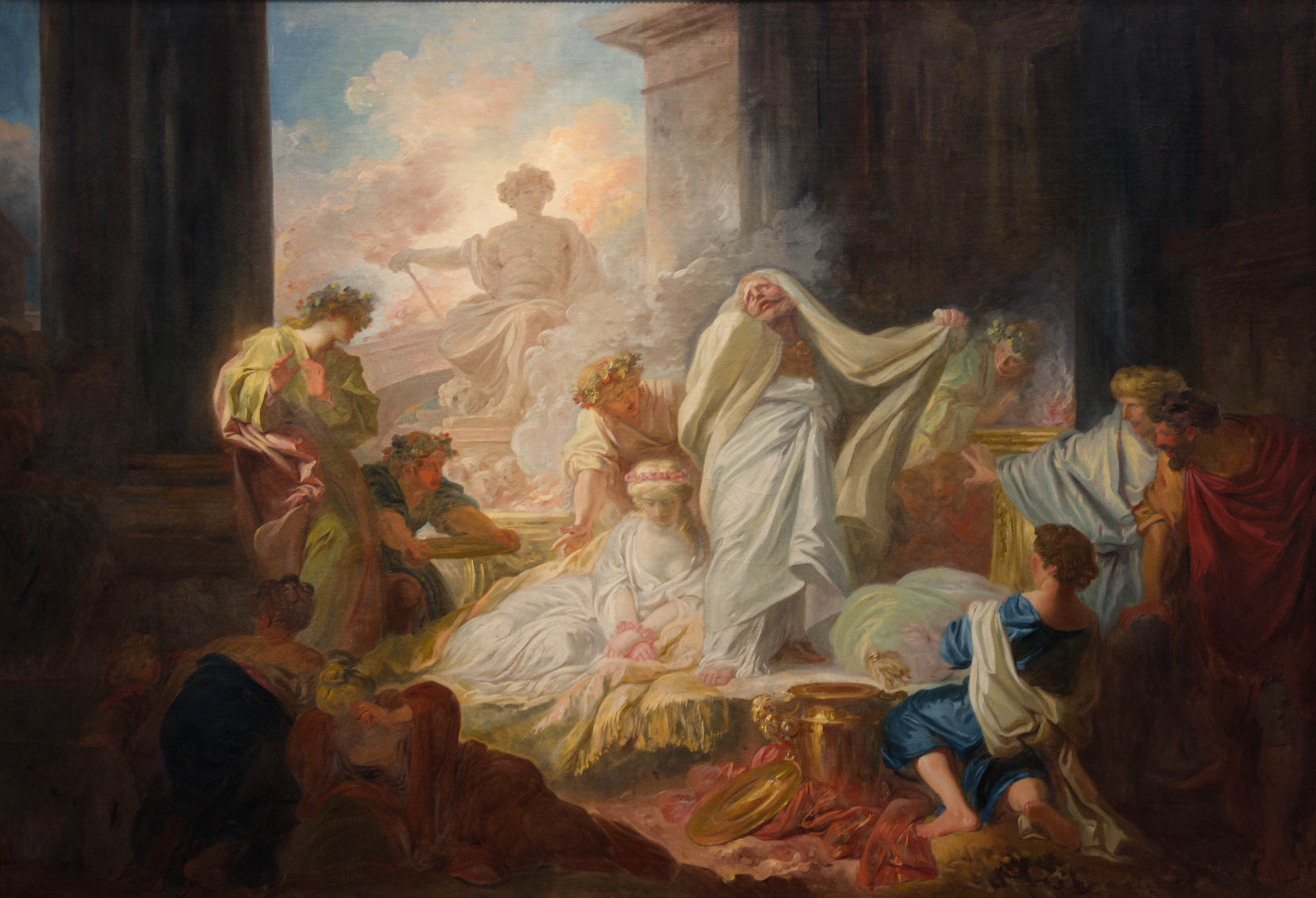
Jean-Honoré Fragonard, Corésus et Callirrhoé, 1765
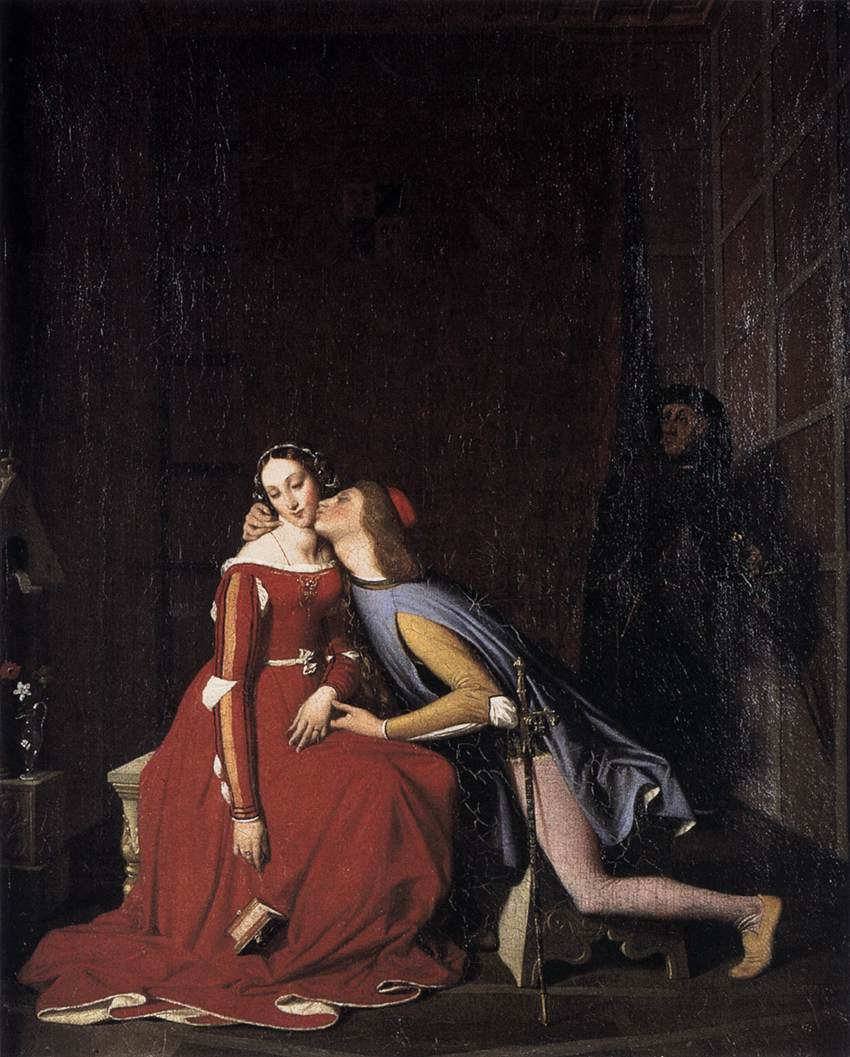
Jean-Auguste-Dominique Ingres, Paolo et Francesca, 1819
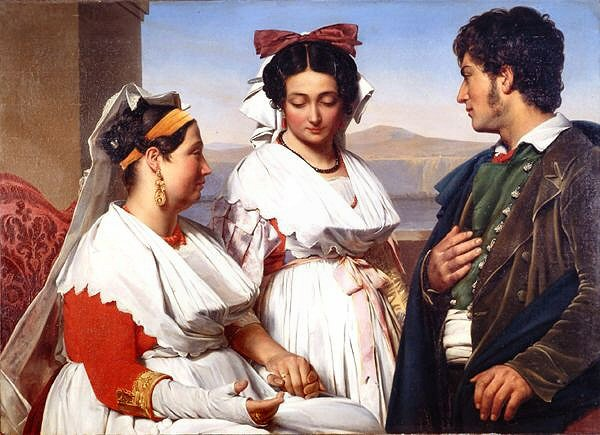
Guillaume Bodinier, La Demande en mariage, 1825
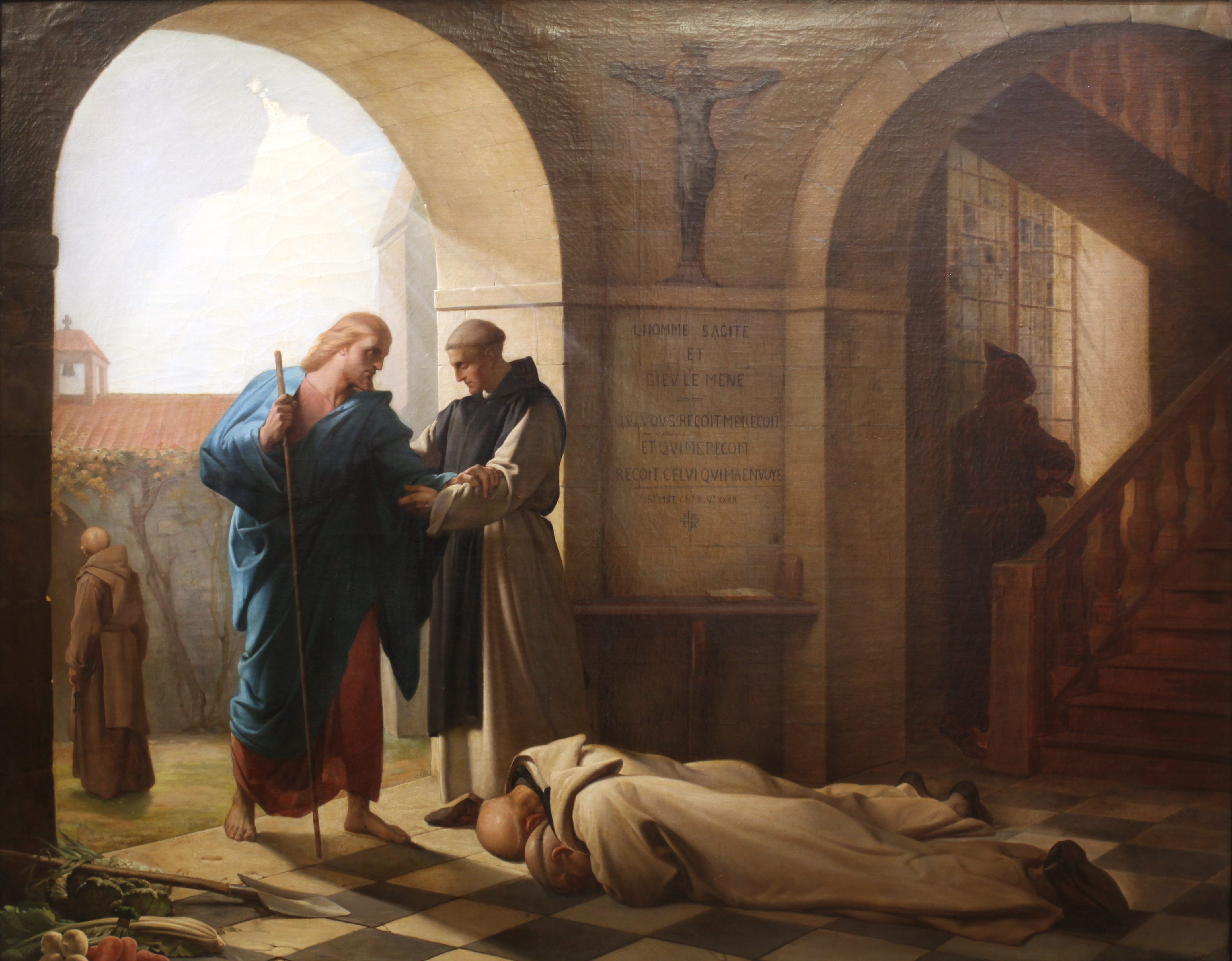
Jules Dauban, Réception d'un étranger chez les Trappistes, 1864

Au premier étage, une grande salle est consacrée à l’art moderne du XXe siècle et à l’art contemporain. Enfin, au rez-de-chaussée, la salle Gumery présente des toiles grand format de la deuxième moitié du XIXe siècle et des sculptures. On y retrouve Pierre-Narcisse Guérin ainsi que Henri Gervex et d'autres pour les grands formats académiques du XIXe siècle, et, pour la deuxième moitié du siècle, sont présentées des œuvres d'Eugène Boudin, Jules-Eugène Lenepveu, Johan Barthold Jongkind, Alfred Sisley, Henri Lebasque ou encore Albert Lebourg. Pour le XXe siècle, on peut citer Maurice Denis (Saint Georges aux rochers rouges), Maxime Maufra, Louis Valtat et l'angevin Alexis Mérodack-Jeaneau ainsi que des œuvres contemporaines de François Morellet, Jean-Pierre Pincemin ou encore Daniel Tremblay.

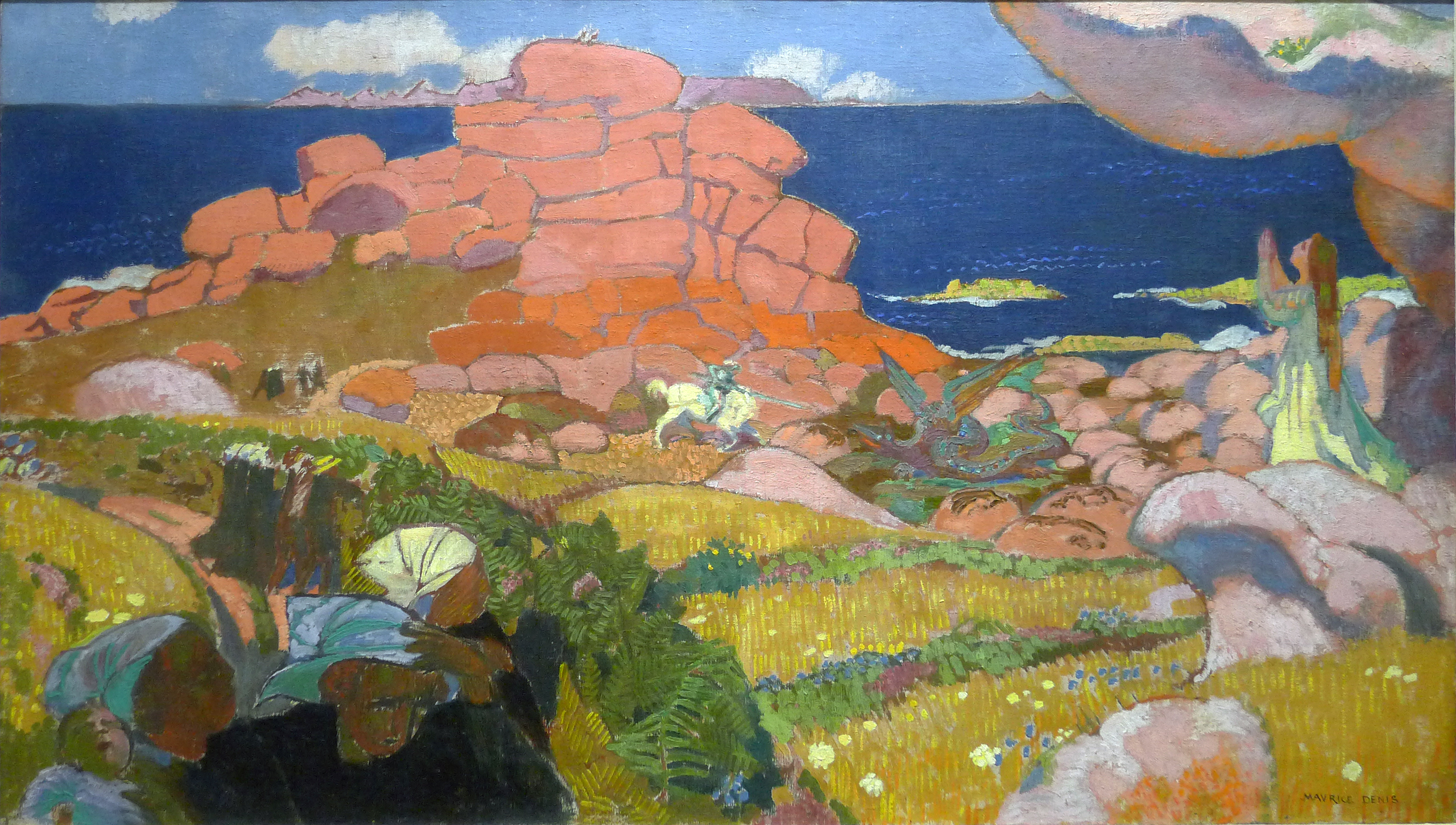
Maurice Denis, Saint Georges aux rochers rouges, 1910.

#### Le parcours «Histoire d’Angers»
Avec les collections de l’ancien musée d’Antiquités, aux fouilles réalisées à Angers et aux acquisitions, une galerie d’objets archéologiques et d’objets d’arts décoratifs a été créée.
Elle présente, des origines aux projets d’urbanisme contemporains, le développement de la ville d’Angers.
Les découvertes archéologiques anciennes et récentes révèlent les premières traces d’occupation du site au néolithique et la création de la ville gallo-romaine : Juliomagus.

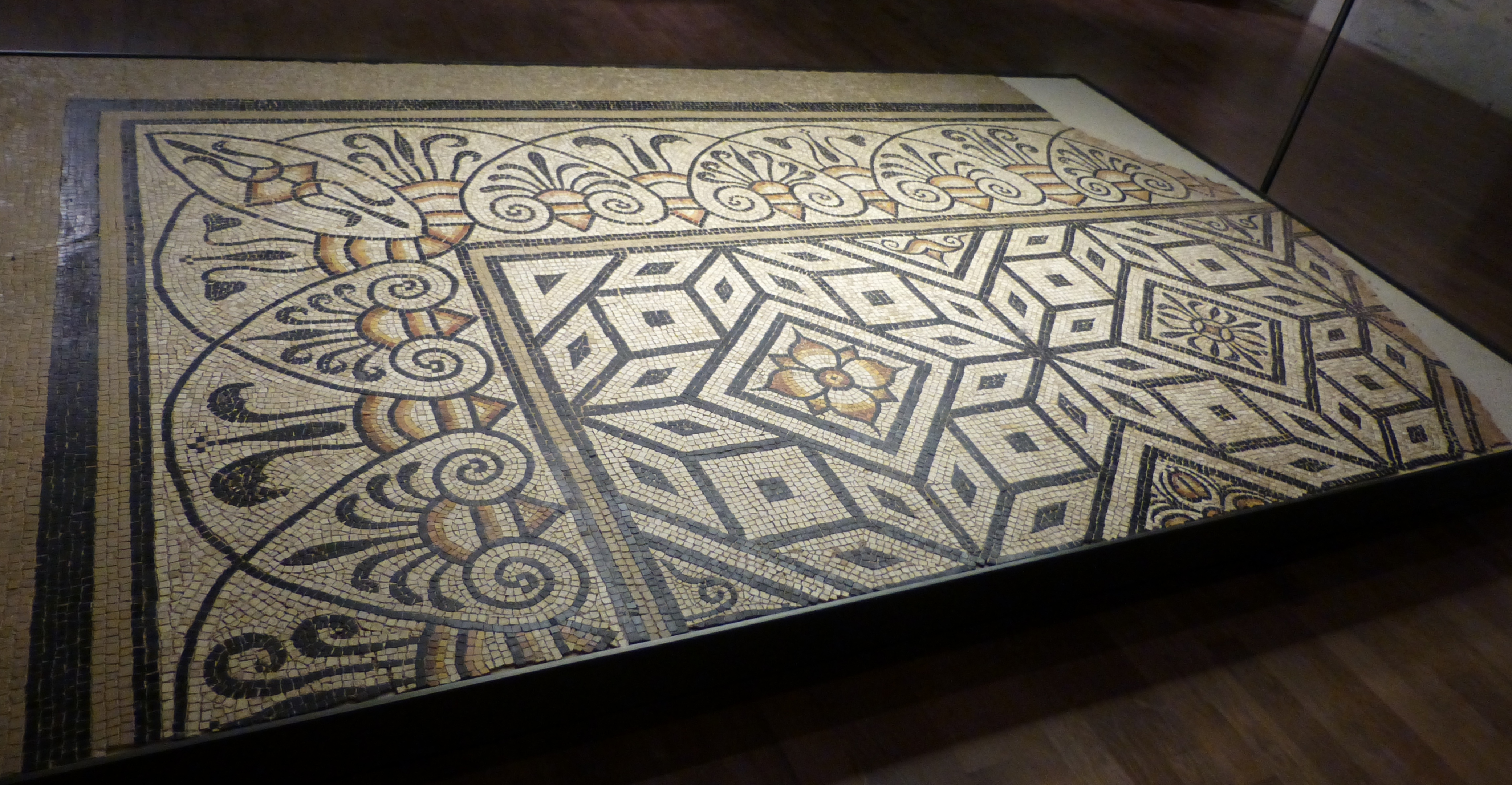
Mosaïque polychrome dite du ralliement, à décor géométrique et floral, de la fin du IIe siècle
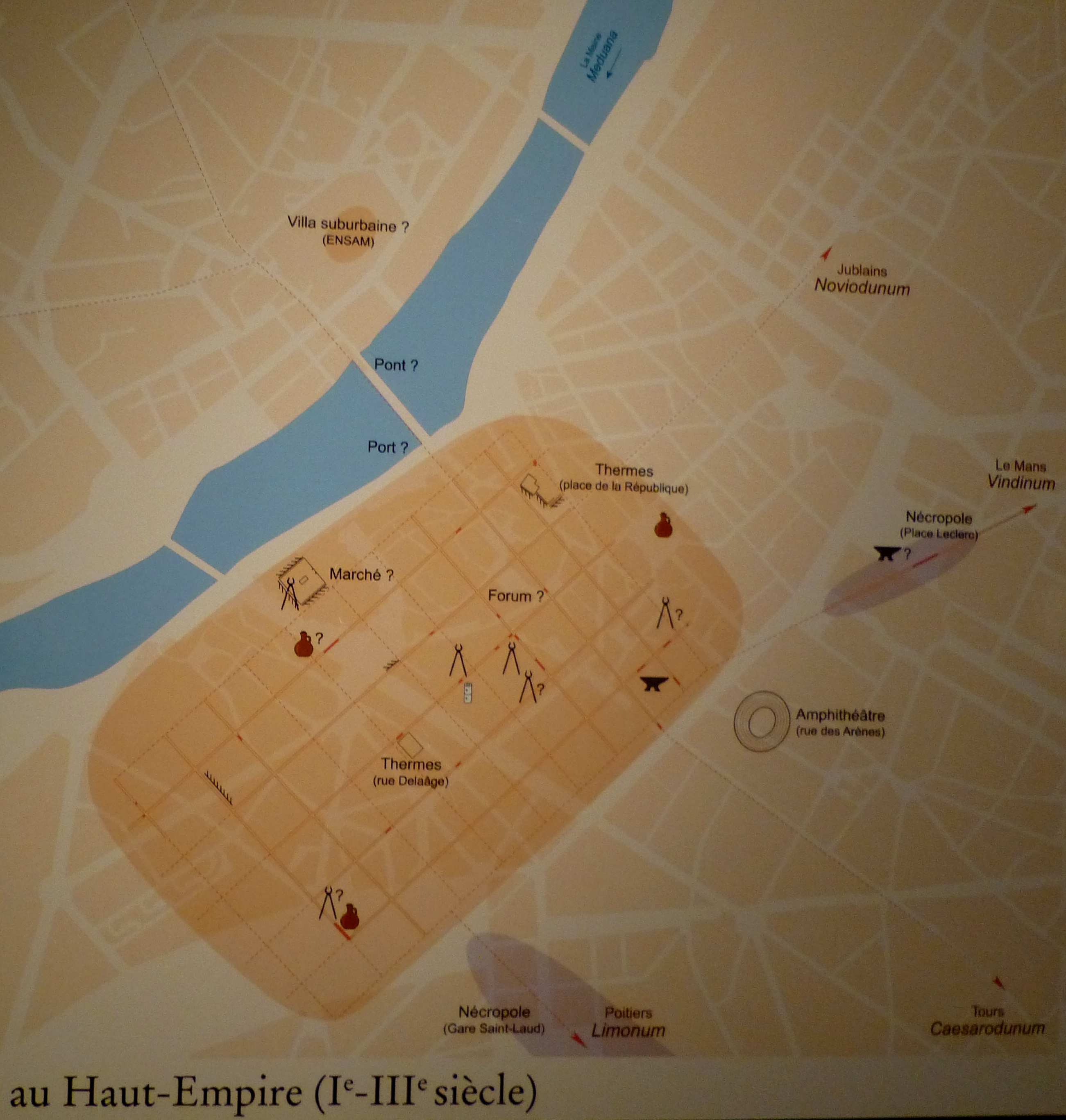
Carte de Juliomagus au Haut-Empire à partir des découvertes archéologiques
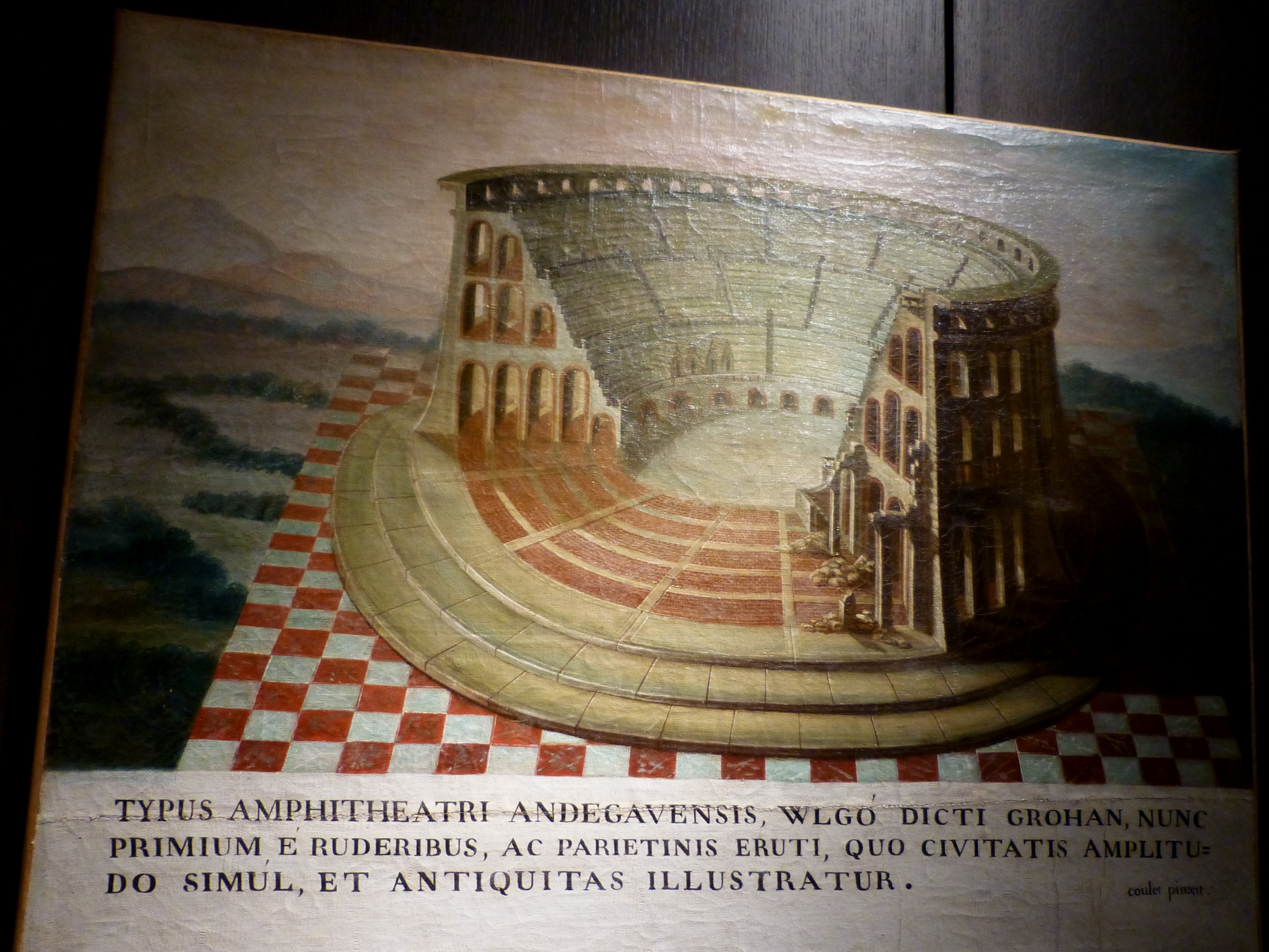
Tableau de l'amphithéâtre de Grohan, par Marie-Louis-Claude Coulet de Beauregard au XVIIIe siècle.
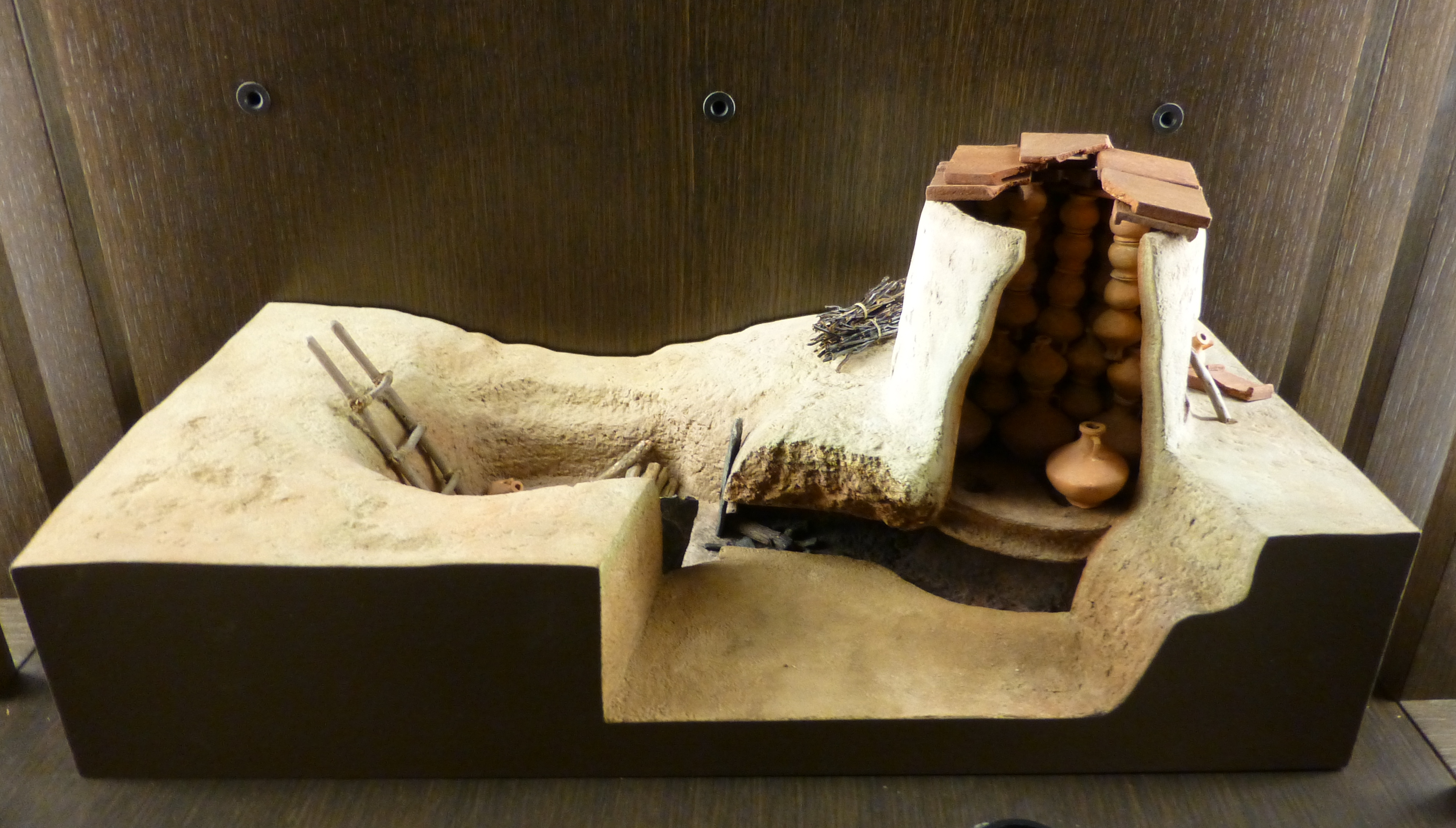
Maquette de four de potier gallo-romain
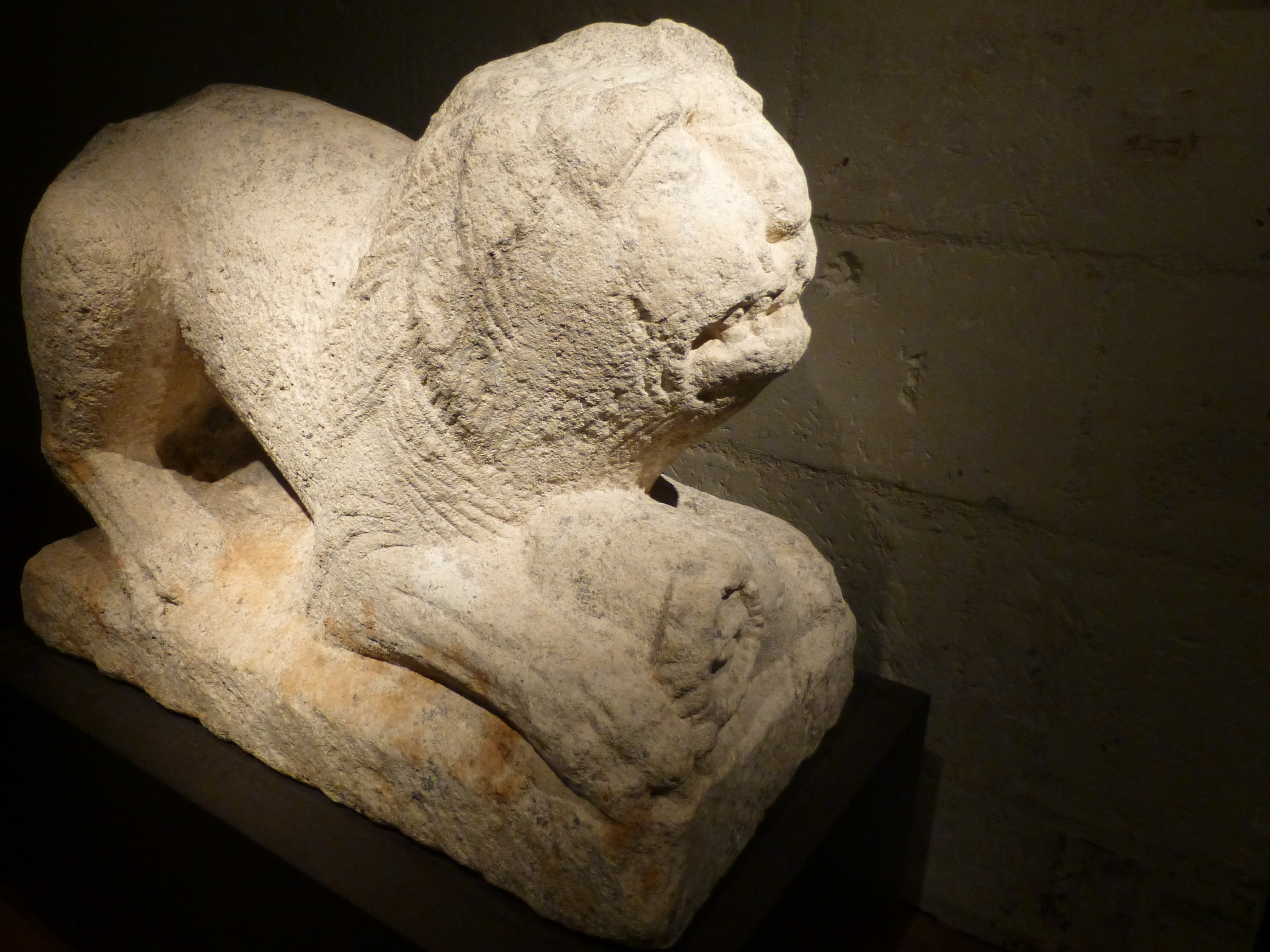
Lion-gardien à l'entrée d'un monument funéraire (calcaire, IIe siècle).
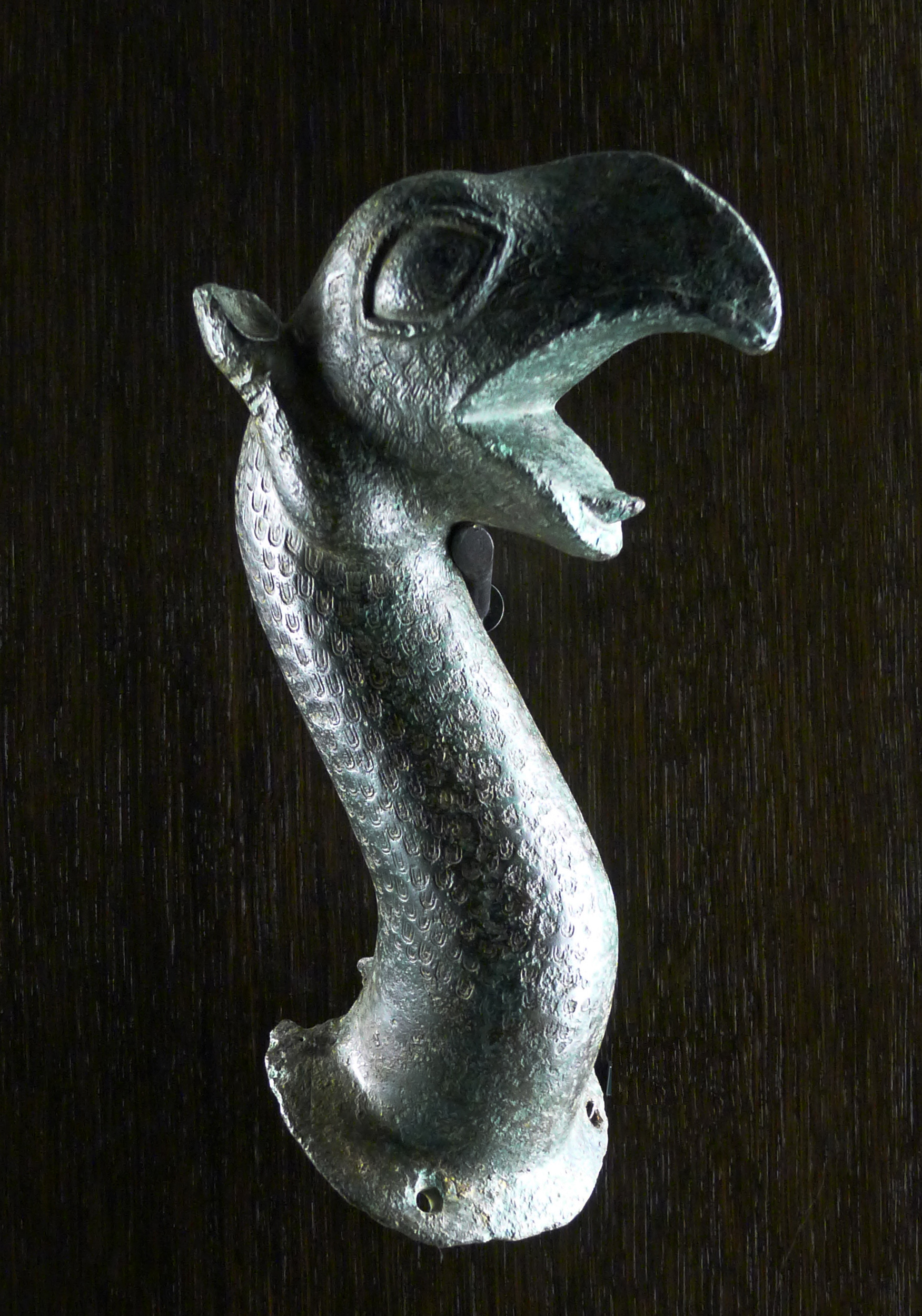
Protomé de griffon, bronze, v. 600 av. J.C.

Des fragments lapidaires et des éléments en bois évoquent le décor sculpté des églises et des maisons à pans de bois. La vie sociale, économique et culturelle est illustrée par une importante iconographie : portraits, vues de la ville et photographies.

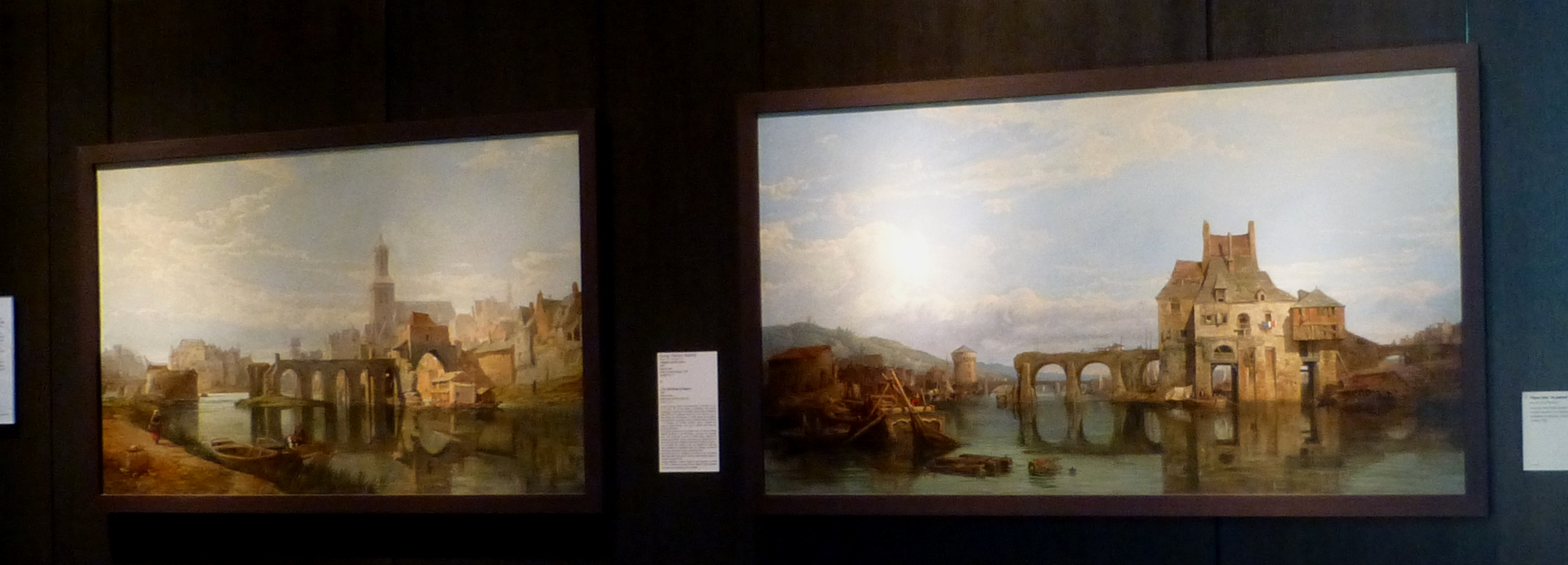
Les deux tableaux du pont des Treilles en 1859 par G. Clarkson Stanfield.

### Cabinet d'arts graphiques
Outre les photographies et gravures, le cabinet d'arts graphiques du musée des Beaux-Arts d’Angers conserve plus de 13500 dessins ce qui en fait l'une des collections les plus riches de France.

#### Historique de la collection[modifier | modifier le code]
Trois fonds distincts ont été réunis : celui du Museum de l’Ecole Centrale de Maine-et-Loire, devenu depuis le musée des Beaux-Arts d'Angers, celui du musée des Antiquités, créé en 1841 et fermé en 1968, et enfin, celui du musée Turpin de Crissé, installé en 1863 à l’hôtel Pincé.
Le XIXe siècle est le plus richement représenté, grâce notamment aux artistes angevins qui ont donné ou légué leurs œuvres aux musées d'Angers : David d’Anger, Lancelot Théodore Turpin de Crissé, Guillaume Bodinier et Jules-Eugène Lenepveu.
Des collectionneurs angevins ont également légué tout ou partie de leur collection aux musées d’Angers. Outre ses propres travaux, Lancelot Théodore Turpin de Crissé a laissé une importante collection de dessins anciens et d’œuvres d’artistes de son temps. Son petit neveu, le diplomate Etienne de Saint Genys, a poursuivi son effort d’enrichissement des collections angevines en léguant un ensemble d'environ 300 dessins anciens et modernes. Flore Bodinier, seconde épouse du peintre Guillaume Bodinier, a légué, outre les œuvres de son mari, les dessins d’autres artistes qu’il avait collectionnés. A cela s’ajoutent des œuvres provenant de la collection personnelle de David d’Angers et léguées après sa mort par son épouse et ses enfants. Enfin, les conservateurs Auguste Michel et Adrien Recouvreur ainsi que le critique d'art Henry Jouin ont légué au musée plusieurs dessins.
Le cabinet d’arts graphiques d’Angers doit beaucoup aux études d’Adrien Recouvreur et Henry de Morant qui ont été les premiers à s'y intéresser. Viviane Huchard, Patrick Le Nouëne puis Ariane James Sarazin, tour à tour directeurs des musées d'Angers, ont contribué à l’étude des différents fonds ainsi qu'à leur diffusion, en organisant notamment plusieurs expositions. La collection a par ailleurs été récolée et numérisée et est accessible, via le site du musée, sur Micromusée.

#### 16e- 18esiècles[modifier | modifier le code]
Si le fonds de dessins anciens du cabinet d'arts graphiques peut sembler relativement modeste par rapport aux dessins 19e siècle, qui représentent la majorité de la collection, il est néanmoins de tout premier plan quant aux artistes et aux provenances des feuilles qui y sont conservées. Certains dessins sont passés entre les mains de collectionneurs célèbres tels que Everhard Jabach, Pierre-Louis Eveillard de Liévois, Louis Antoine Crozat, Pierre-Jean Mariette ou encore Joshua Reynolds.
- École française

L'école française est richement représentée, avec notamment des œuvres de Jean Cousin Père, Etienne Delaune, Israël Henriet, Jacques Callot, Simon Vouet, François Perrier, Nicolas Chaperon, Eustache Le Sueur, Nicolas Poussin, Louis de Boullogne père, Thomas Blanchet, Pierre Puget, Antoine Coypel, Charles Parrocel, Jean Restout, Edme Bouchardon, François Boucher et Jean-Honoré Fragonard.
- Écoles italiennes

Le cabinet des arts graphiques conserve près d'une centaine de feuilles allant de la Renaissance au baroque et provenant principalement des collections Turpin de Crissé et Saint-Genys. On y trouve des œuvres de Timoteo Viti, Giulio Romano, Giulio Campi, Nicola dell'Abate, Battista Franco, Pelegrino Tibaldi, Taddeo Zuccaro, Ricci di Novara, le Cavalier d'Arpin, Ottavio Mario Leoni, Giovanni Francesco Grimaldi, Pietro Testa, Domenico Piola, Luca Giordano, Francesco Solimena et Giovanni Paolo Pannini. En outre, le cabinet d'arts graphiques conserve plusieurs œuvres du Parmesan et du Guerchin ainsi que de belles copies du XVIe siècle d'œuvres de Michel Ange, Salviati et Tadeo Zuccaro .
- Écoles du Nord

Parmi les chefs-d'œuvre des Écoles du Nord conservés par le musée des Beaux-Arts d'Angers, figurent un Isaac promettant sa bénédiction à Jacob, de Rembrandt, ainsi que Deux prisonniers enchaînés de Pierre Paul Rubens, d'après Francesco Salviati. Y figure également un portrait de Rubens par Cornelis Schut. Le cabinet d'arts graphique conserve en outre des œuvres de Van Dyck, Pieter Bout, Abraham Bloemaert, Jan Van Goyen, Isaac van Ostade, Barend Fabritius, Willem van de Velde, Adrian van de Velde.

#### XIXesiècle
Le XIXe siècle est le plus richement représenté dans les collections d'Angers, en particulier grâce aux dessins de David d'Angers (plus de 3900 oeuvres). L'artiste, puis ses héritiers, ont également donné aux musées d'Angers des œuvres de sa collection personnelle, notamment des dessins de Jacques-Louis David et de Caspar-David Friedrich. Les dessins de la collection Turpin de Crissé, outre les propres travaux du peintre, ont également permis d'enrichir le fonds19e siècle avec des œuvres notamment de Gégard, Girodet, Ingres, Percier, Delacroix et Gericault. Il en va de même avec le peintre Guillaume Bodinier. Outre ses propres dessins, la collection lui doit notamment des œuvres d'Ingres et de Guérin.

## Expositions

### Au musée des Beaux-Arts d'Angers
Deux ou trois expositions temporaires par an sont présentées au musée dans la salle d'exposition temporaire comme celles des œuvres de Niki de Saint Phalle en 2004 ou de François Morellet en 2006. Certaines expositions ont lieu dans le parcours des collections permanents comme celle d'Agnès Thurnauer en 2008.
Quelques expositions 
- Cent dessins des musées d'Angers, Angers, musée des Beaux-Arts, 1978 ;
- François Morellet 1926-2006 etc. récentes fantaisies du 25 juin au 12 novembre 2006 ;
- Rétrospective Olivier Debré du 25 mai 2007 au 4 novembre 2007 ;
- "Dreams are Free" de Marie-Jo Lafontaine du 15 décembre 2007 au 13 avril 2008 ;
- Anthony Caro du 24 mai au 21 septembre 2008 ;
- Daniel Tremblay du 8 novembre 2008 au 3 mai 2009[21] ;
- Robert Malaval, rétrospective (1937-1980) du 13 juin au 25 octobre 2009 ;
- La fabrique du portrait : Rodin face à ses modèles du 4 décembre 2009 au 28 mars 2010 ;
- Jean-Pierre Pincemin du 8 mai 2010 au 19 septembre 2010 ;
- Loriot&Mélia Vu-pas-vu du 30 octobre 2010 au 3 avril 2011 ;
- Edward Baran, le chemin à l'envers en 2013[22] ;
- Trésors enluminés des musées de France, Pays de la Loire et Centre du 16 novembre 2013 au 16 mars 2014.
- La Fabrique de l’œuvre : dessins des musées d'Angers, Angers, 2015 ;
- Collectionner, Le désir inachevé, du 18 novembre 2017 au 18 mars 2018
- Splendeurs médiévales, la collection Duclaux révélée, du 9 novembre 2018 au 24 février 2019
- Alexis Mérodack-Jeaneau, en quête de modernité, du 11 mai au 3 novembre 2019
- Au temps des faluns, du 19 mai 2021 au 20 février 2022[23]
- 1870 une guerre oubliée ? Mémoire des arts en Anjou. Du 19 mai 2020 au 7 novembre 2021 [24]
- Jules-Eugène Lenepveu, peintre du monumental, du 22 juin 2022 au 8 janvier 2023
- I've got a feeling, les 5 sens dans l'art contemporain, du 26 mai 2023 au 7 janvier 2024
- L'étoffe des Flamands - Mode et peinture au 17e siècle, du 12 juin au 22 septembre 2024
- Miguel Chevalier, Digital Floralia, du 13 juin 2025 au 18 janvier 2026

Expositions temporaires d'archéologie :
- Entrez dans l'arène ! Théâtres et amphithéâtres de l'Anjou romain du 11 avril au 21 septembre 2014
- Gravé dans le marbre, inscriptions et graffiti romains à Angers du 2 avril au 18 septembre 2016
- Suivez la voie, routes et ponts de l'Anjou romain du 2 juin au 16 septembre 2018
- Cultes et sanctuaires dans l'Antiquité à Angers, du 11 mai au 3 novembre 2024

### Expositions hors-les-murs
- The finest Drawings from the Museums of Angers, Londres, Heim Gallery ; Liverpool, Walker Art Gallery; Dublin, National Gallery of Ireland ; Birmingham, City Museum and Art Gallery, 1977-1978;
- Cent dessins des musées d'Angers, Calais, musée des Beaux-Arts, 1979-1980, Rennes, musée des Beaux-Arts, 1981-1982, Les Sables-d'Olonnes, musée de l'abbaye Sainte-Croix, 1982, Nice, musée Masséna, 1982, Angers, musée des Beaux-Arts, 1990;
- D'avril à juin 2014, le conseil général des Hauts-de-Seine présente au château du domaine départemental de Sceaux, 100 dessins provenant du musée des Beaux-Arts d'Angers[25].

### Place des femmes dans les expositions
En 2009, le musée organise pour la première fois une exposition dédiée aux femmes artistes.

## Fréquentation
| Année | Entrées gratuites | Entrées payantes | Total  |
| ----- | ----------------- | ---------------- | ------ |
| 2004  | 53 235            | 44 685           | 97 920 |
| 2005  | 58 872            | 24 896           | 83 768 |
| 2006  | 50 875            | 23 288           | 74 163 |
| 2007  | 45 369            | 27 336           | 72 705 |
| 2008  | 53 578            | 18 144           | 71 722 |
| 2009  | 62 408            | 19 577           | 81 985 |
| 2010  | 63 034            | 25 864           | 88 898 |
| 2011  | 63 477            | 23 199           | 86 676 |
| 2012  | 52 089            | 18 649           | 70 738 |
| 2013  | 49 644            | 18 977           | 68 621 |
| 2014  | 60 396            | 20 525           | 80 921 |
| 2015  | 63 112            | 17 692           | 80 804 |
| 2016  | 61 831            | 19 870           | 81 701 |
| 2017  | 54 694            | 17 743           | 72 437 |
| 2018  | 70 066            | 22 059           | 92 125 |
| 2019  | 51 433            | 21 717           | 73 150 |
| 2020  | 20 016            | 6 548            | 26 564 |
| 2021  | 38 155            | 9 223            | 47 378 |
| 2022  | 51 671            | 18 637           | 70 308 |
| 2023  | 49 851            | 22 917           | 72 768 |

## Photos des bâtiments

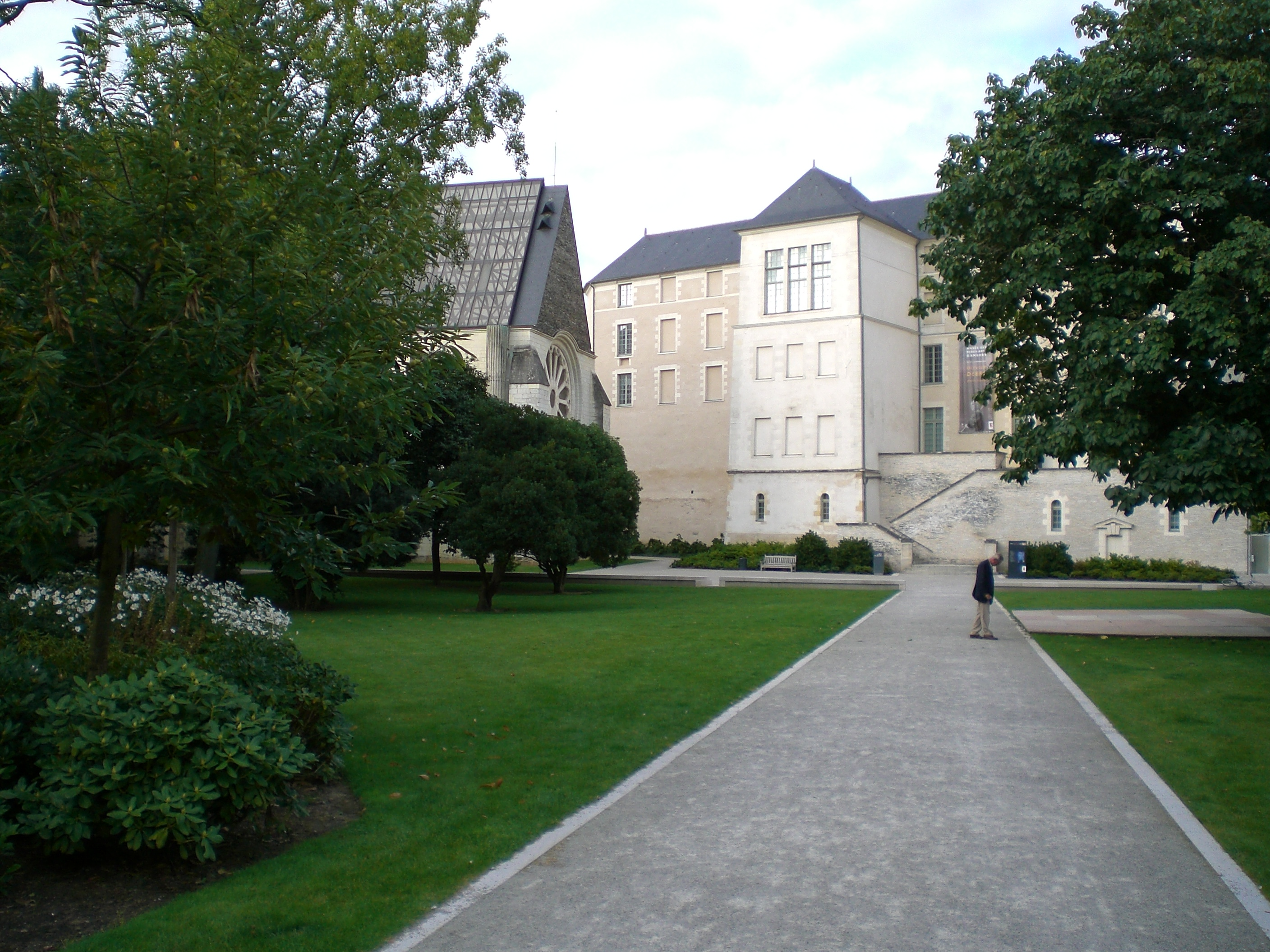
Allée dans l'enceinte.
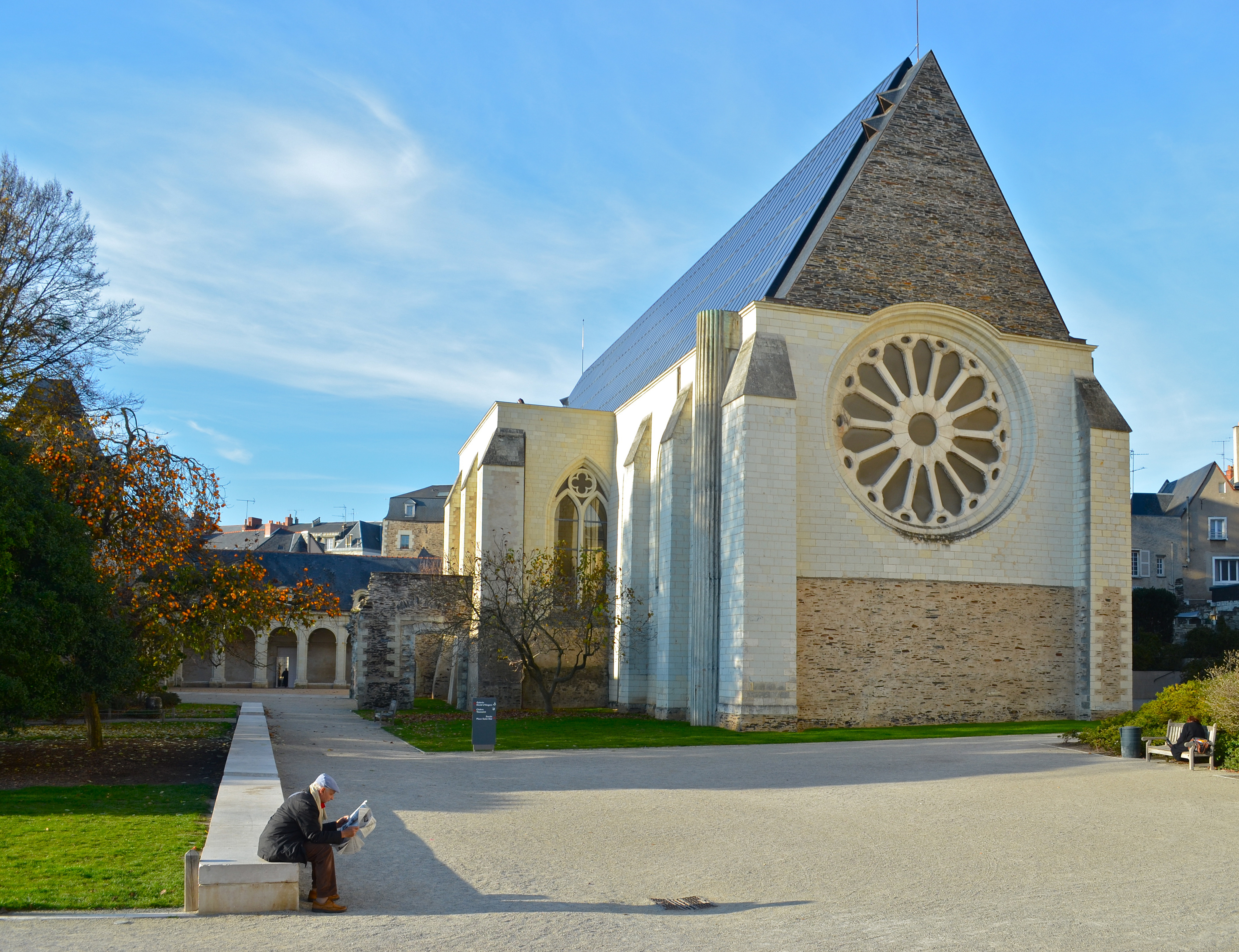
L'ancienne abbaye Toussaint.
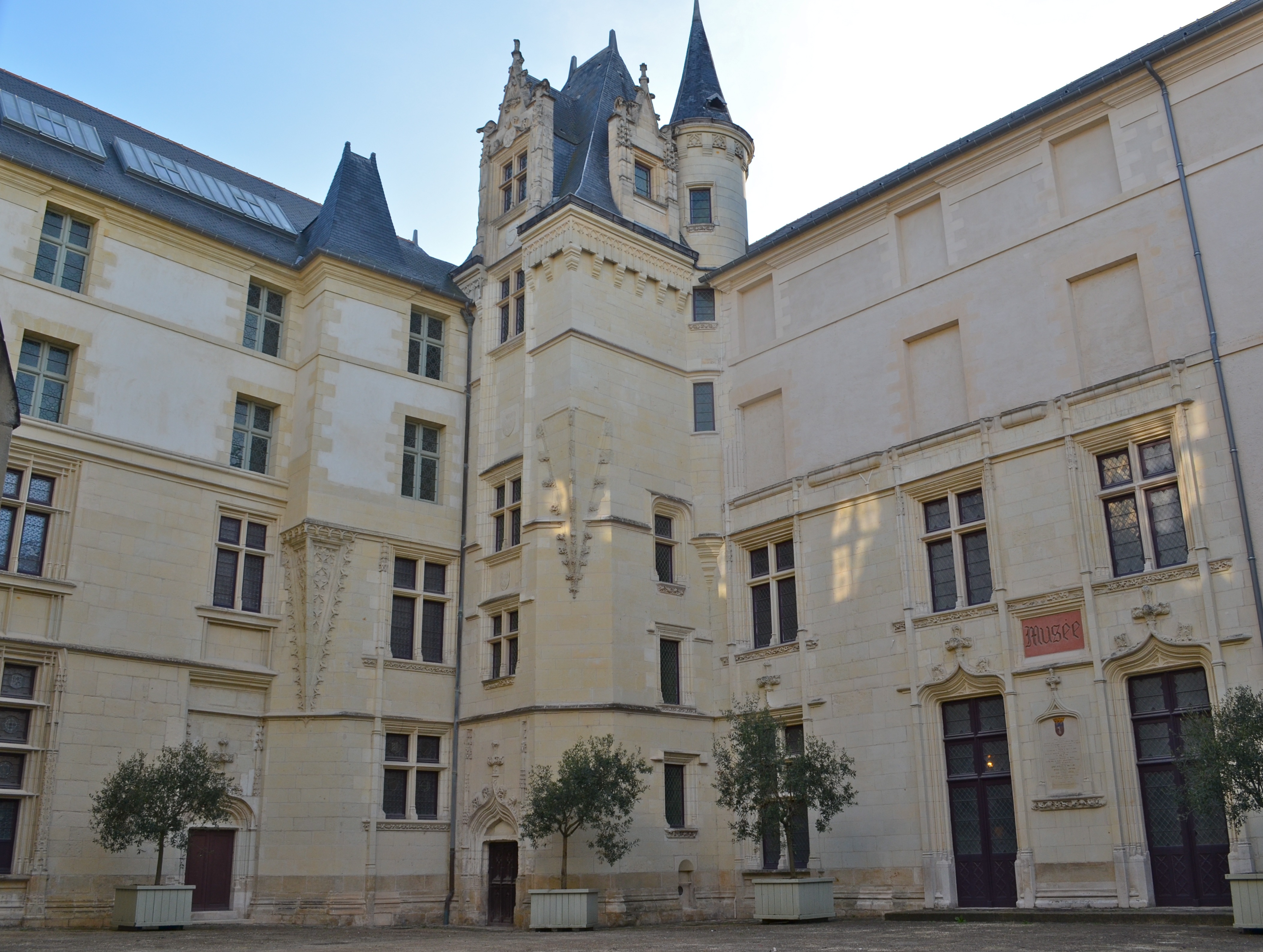
Le logis Barrault qui abrite le Musée des beaux-arts.
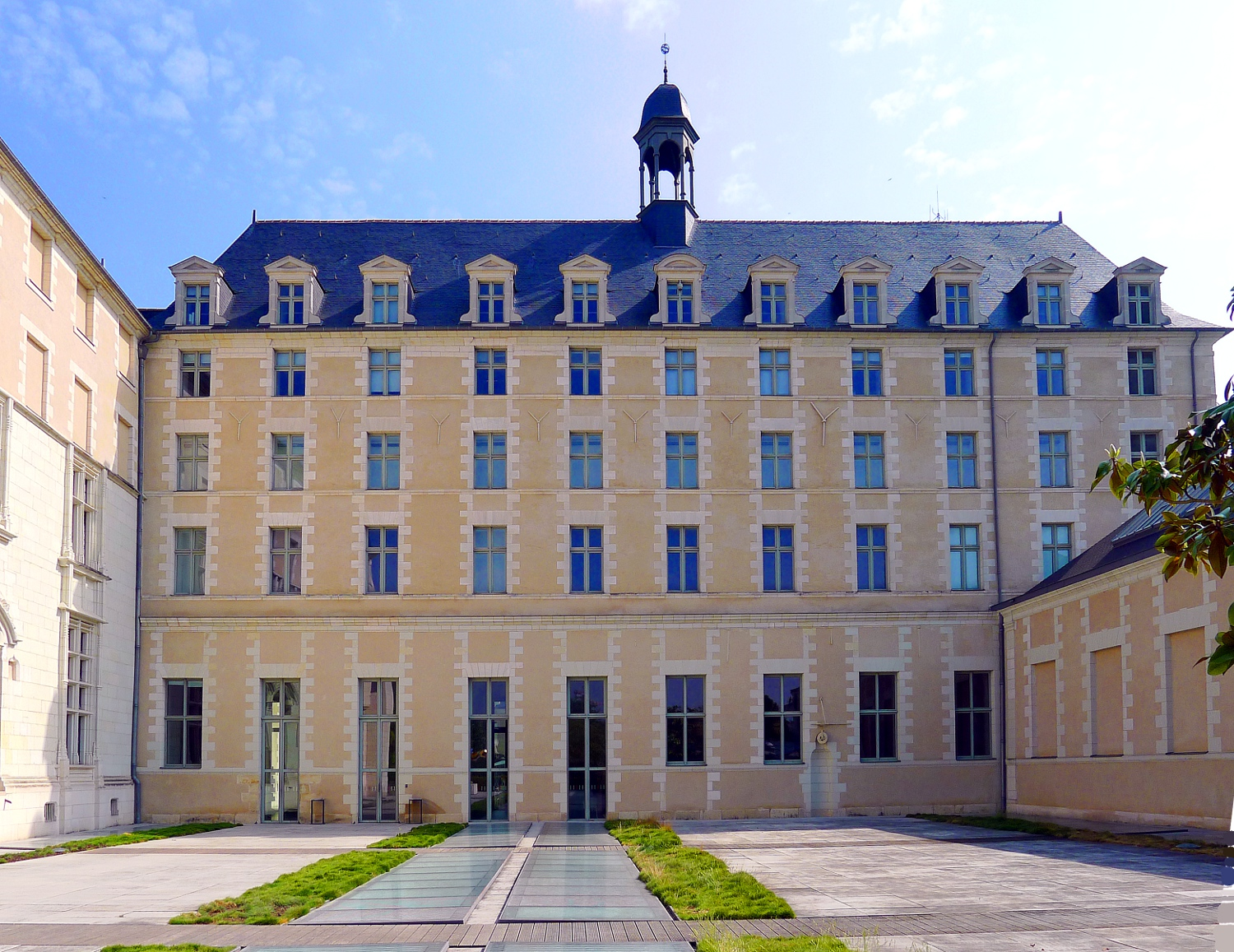
Réfectoire du grand séminaire.
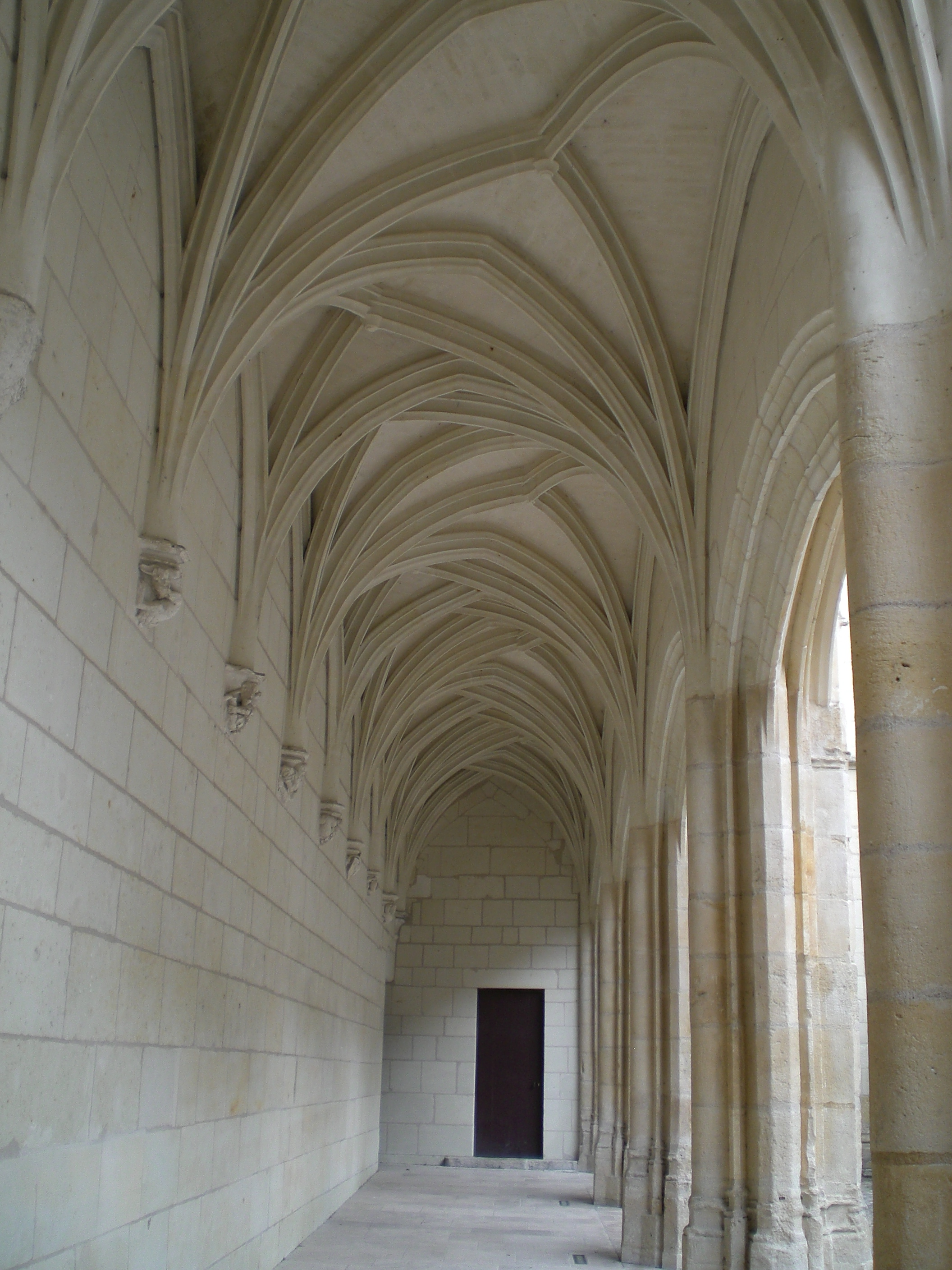
Passage voûté.
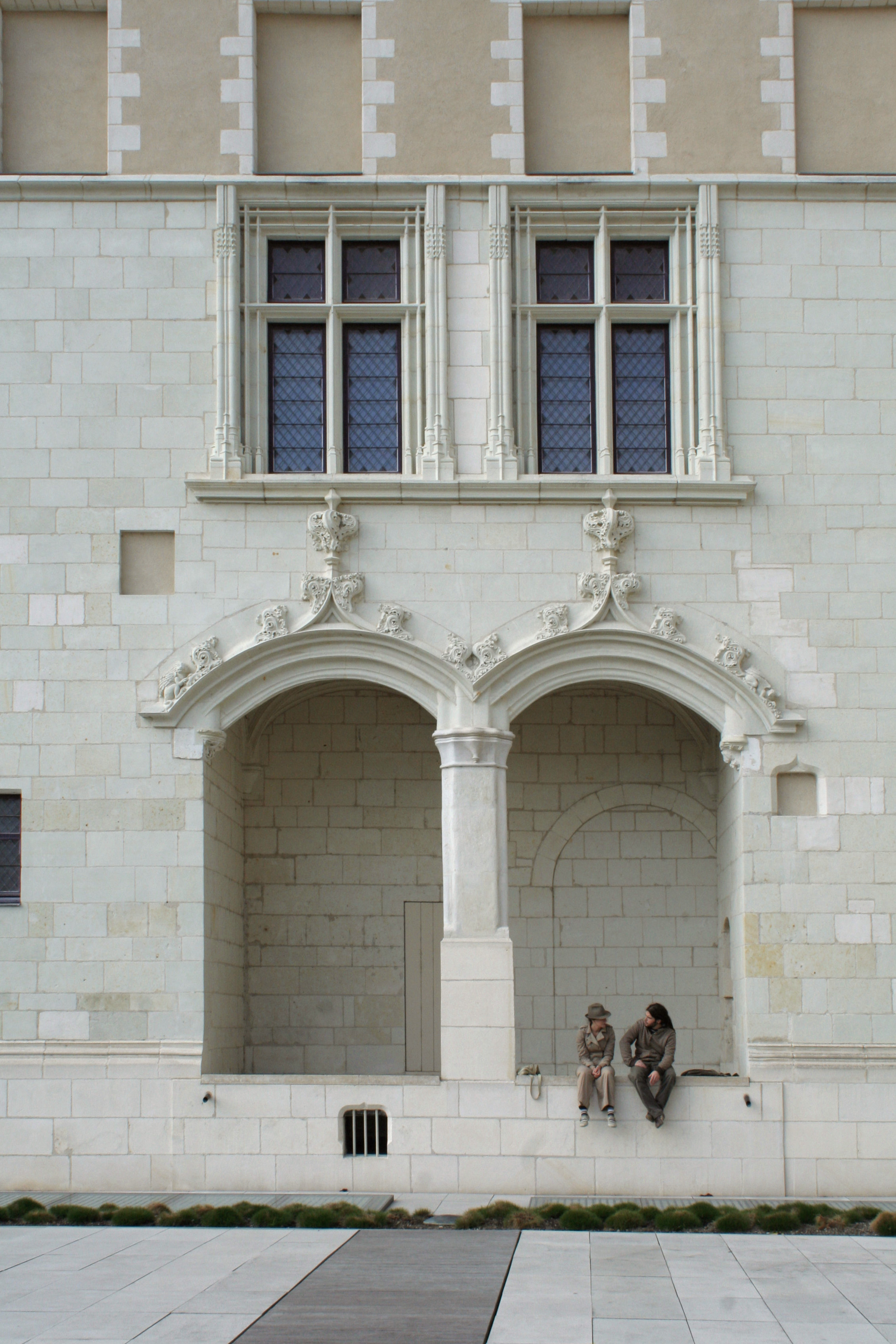
Loggia et croisées.